# Storia del Bologna Football Club 1909
Questa voce tratta i principali avvenimenti in 115 anni di storia del Bologna Football Club 1909, società calcistica italiana per azioni con sede nella città di Bologna.

## Gli albori

### La fondazione

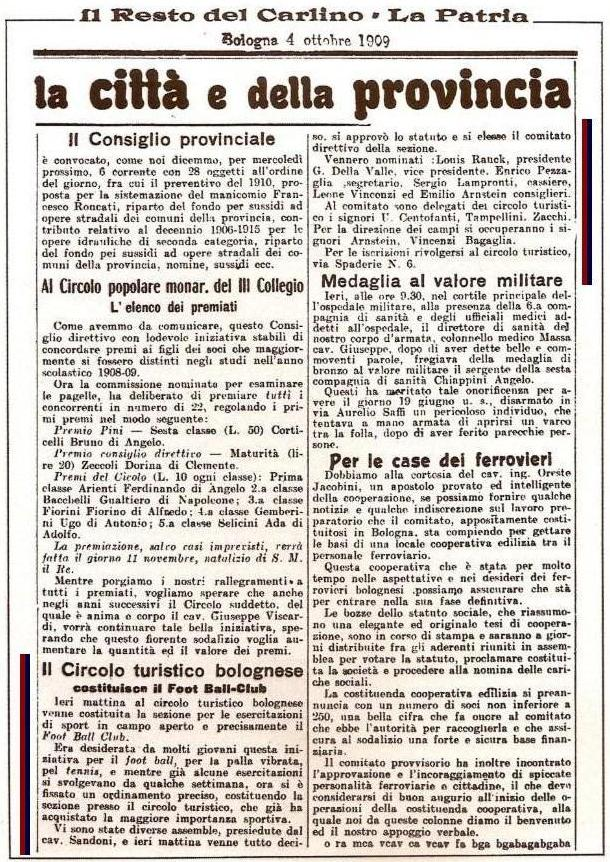
Il Resto del Carlino del 4 ottobre 1909

Il fondatore del Bologna fu Emilio Arnstein, boemo nativo di Wotitz — divenuto poi Votice —, cittadina del distretto di Benešov nei pressi di Praga. Interessatosi al football durante gli studi universitari a Praga e Vienna, nella Trieste asburgica, aveva già fondato col fratello Hugo, altri boemi e qualche inglese il Black Star Football Club.
Arnstein giunse a Bologna nel 1908 e subito s'informò dove si giocasse a football in città. Dopo alcune informazioni imprecise, finalmente si fece vivo un tranviere. Gli disse che li avrebbe trovati in Piazza d'Armi, ai cosiddetti Prati di Caprara.
Tra i ragazzi che giocavano ai Prati di Caprara c'erano i fratelli Gradi, Louis Rauch, un giovane odontoiatra svizzero stabilitosi a Bologna, e gli studenti del Collegio di Spagna, tra i quali Antonio Bernabéu, fratello di Santiago, leggendario giocatore e presidente del Real Madrid. Arrigo Gradi andava agli allenamenti con la maglia a quarti rosso e blu della squadra del collegio svizzero Wiget auf Schönberg di Rorschach. nel quale aveva studiato, e presto questi colori divennero quelli della divisa sociale. Essi, col nome "Felsineo", avevano già disputato una partita contro i rivali ferraresi, il 4 novembre 1906, terminata 3-3; Sarebbe dunque questa, per la storia, la prima vera partita di calcio disputata a Bologna. Dovettero passare anni prima che si decidesse di istituire una vera e propria società. Della questione si interessò il cavalier Carlo Sandoni, presidente del Circolo Turistico Bolognese. Dopo alcune riunioni, il 3 ottobre 1909, una domenica mattina, i pionieri vennero convocati in assemblea. Sandoni si dichiarò disposto a patrocinare la loro iniziativa, venne redatto uno statuto e così nacque il Bologna Football Club, sezione del Circolo Turistico.

La prima formazione del Bologna

Presidente fu eletto Louis Rauch, Guido Della Valle come vice, Enrico Penaglia segretario, Sergio Lampronti cassiere, Emilio Arnstein e Leone Vicenzi consiglieri. La carica di capitano della squadra venne affidata ad Arrigo Gradi, essendo l'unico giocatore che deteneva un poco di più di esperienza rispetto agli altri compagni di squadra, in virtù del fatto di aver già giocato in Svizzera.
La sede era quella stessa del Circolo Turistico Bolognese, ovvero l'antica Birreria Ronzani, al numero 6 di via Spaderie; il campo da gioco erano i campi di Caprara. I colori sociali divennero ufficialmente il rosso e il blu, a quarti, secondo il modello delle casacche che Gradi si era portato dietro dalla Svizzera. I calzoncini erano bianchi.

### Le prime partite e i primi campionati

Inaugurazione dello Stadio Sterlino, il 30 novembre 1913

Il 20 marzo 1910 venne organizzato il Campionato Emiliano, qualificato come di Terza Categoria per le squadre del tempo. Vi si iscrissero solo altre due squadre, sempre della città di Bologna: la Sempre Avanti! e la Virtus. Si contesero il titolo in due partite, giocate una dopo l'altra: il Bologna surclassò prima la Sempre Avanti! per 10-0, poi, dopo un riposo di una decina di minuti, inflisse un 9-1 alla Virtus.
Con l'intenzione di iscriversi al campionato di Prima Categoria, il Bologna dovette rivoluzionare l'assetto societario: nominò presidente Domenico Gori, trasferì la sede presso il Bar Libertas in via Ugo Bassi a Bologna, e infine individuò un terreno che poteva fare al caso del Bologna, che prenderà il nome di "Cesoia", dal nome della trattoria proprietaria del campo. Cambiarono anche le divise: dalla camicia rosso e blu a quarti si passò a maglie a sette pali rossoblù con scollatura e stringa di chiusura. Dopo un'amichevole con l'Internazionale — Campione d'Italia in carica — nella quale, pur uscendo sconfitti, i Rossoblù mostrarono grandi doti, la società ottenne il permesso di iscriversi direttamente alla Prima Categoria, il campionato di massima serie.
In quella stagione e nelle due successive il Bologna non brillò, concludendo negli ultimi posti del girone veneto-emiliano. Alla fine di quest'ultimo campionato, il Bologna dovette lasciare il campo della Cesoia per trasferirsi nel 1913 nello Stadio Sterlino: un impianto finalmente degno di un club in ascesa. Lo stadio non era il massimo della regolarità: da una porta all’altra c’era un dislivello di un metro, si disputava un tempo in salita e uno in discesa. Venne inaugurato in occasione della prima sfida interna contro il Brescia.
I campionati di calcio continuarono fino al 21 maggio 1915, giorno in cui la Federazione sospese il torneo, a causa dello scoppio imminente della prima guerra mondiale.

### Il Bologna durante e dopo la guerra

La targa commemorativa che venne affissa sotto la tribuna dello Sterlino, nel 1920

Per sopperire allo stop, la FIGC nel 1916 decise di organizzare un torneo sostitutivo, la Coppa Federale. Il Bologna, incluso nel raggruppamento emiliano con Modena e Audax Modena, giunse secondo alle spalle dei Canarini, perdendo così la possibilità di partecipare alla fase finale. A causa dell'inasprimento del conflitto, il torneo non venne più ripetuto. Allora il Comitato Regionale Emiliano organizzò sia nel 1916 che nel 1917 la Coppa Emilia, di cui il Bologna vinse la prima edizione, piazzandosi in testa con 14 punti davanti al Reggio Emilia, mentre perse la seconda nello spareggio col Modena. Oltre a queste manifestazioni, vennero organizzate numerose amichevoli.
Quando si ritorna allo sport, la situazione del club è disastrosa: con il ridotto in misere condizioni, crollata la tribuna, scomparso lo steccato, dispersi i soci, vuote le casse sociali. Oltretutto, 7 giocatori della prima squadra (Guido Alberti, Agostino Bianchi, Aldo Brivio, Guido Della Valle, Lazzaro Antonio Fontana, Lino Sala Rosa e Guido Pifferi) non rispondono all'appello; assieme a loro, erano caduti anche altri soci. Il sacrificio di tutti loro fu ricordato il 19 settembre 1920, con una lapide posta a perenne ricordo sotto la nuova tribuna dello Sterlino.

## Anni 1920

### L'arrivo di Felsner

#### L'ascesa al vertice

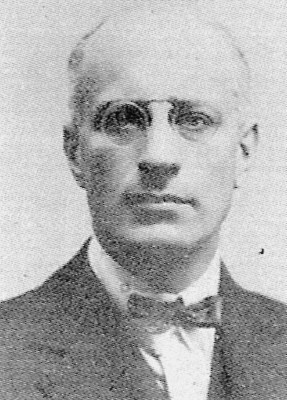
Hermann Felsner, primo allenatore del Bologna

Il campionato del Bologna riparte il 12 ottobre 1919, con la vittoria contro il GS Bolognese. Il campionato di Prima Categoria 1919-1920 fu quello che per la prima volta vide l'esordio di un giocatore acquistato da un'altra squadra: Bernardo Perin, comprato dal Modena per 2 lire.
La squadra era ormai competitiva nel suo girone, ma mancava una figura che si stava delineando nel corso degli anni: quella del coach. Il consiglio rossoblù infatti decise di provvedere all'ingaggio di un allenatore professionista. Il presidente del Bologna, Cesare Medica, mise una inserzione su un popolare quotidiano viennese. Risposero in diversi e allora Arrigo Gradi, venne mandato in missione a Vienna. La scelta dello storico fondatore del Bologna cadde su Hermann Felsner. Nel primo anno di Felsner, la stagione 1920-1921, il Bologna a vinse il titolo emiliano battendo in 3 partite in finale i rivali del Modena, e così passò le semifinali nazionali fino ad arrivare in finale di Lega Nord contro la Pro Vercelli. Contro i Piemontesi il Bologna trovò la sua prima sconfitta in campionato non senza polemiche, a causa del decisivo gol segnato in presunta posizione di fuorigioco da Rampini.
Nelle due stagioni successive il Bologna si piazzò sempre al terzo posto nel proprio girone.

#### La prima finale di Lega Nord

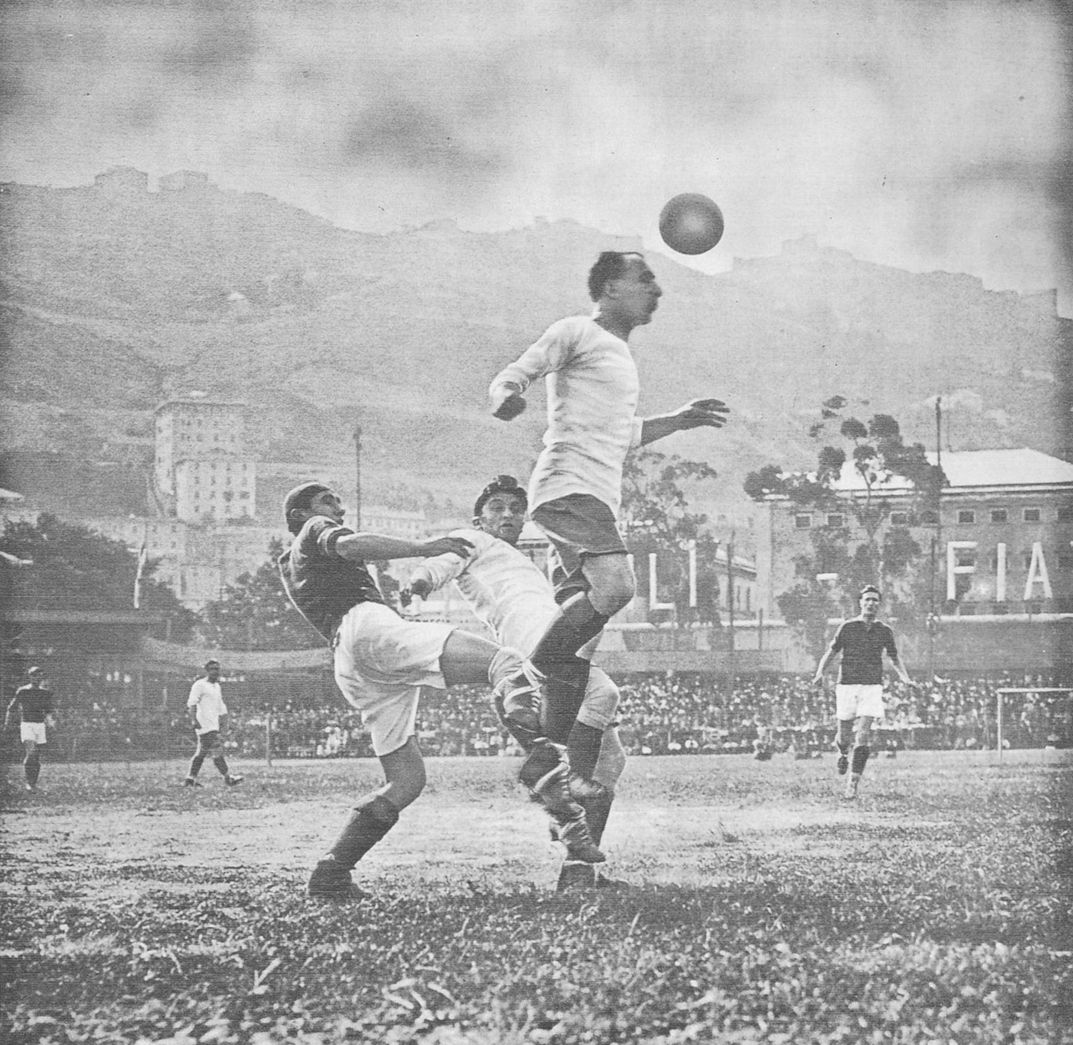
Angelo Schiavio (in maglia scura) nell'andata della finale contro il nella stagione 1923-1924

Nella stagione 1923-1924 i Veltri arrivarono in finale di Lega perdendo contro il Genoa, in due infuocate partite che diedero il via a una rivalità fierissima. Le due squadre rossoblù si trovarono di fronte per la finale di Lega Nord il 15 giugno 1924, sul campo del Genoa di via del Piano, a Marassi. La partita si risolse a favore dei padroni di casa solamente nel finale, grazie ad un gol di Neri, nonostante una netta supremazia di gioco da parte dei Felsinei. Il Bologna in seguito sporse reclamo contro l'omologazione del risultato - per un pugno rifilato a Giuseppe Della Valle da Giovanni Battista Traverso -, che però venne respinto. Il Genoa venne multato di mille lire per l'invasione di campo, mentre Traverso venne squalificato.
Il ritorno si svolse a Bologna una settimana dopo, sul campo dello Sterlino. Il Bologna mantenne il netto predominio della partita, ma i Grifoni risposero prontamente nella prima frazione di gioco, con un gol di Santamaria. La gara riprese e la giovane formazione emiliana riuscì a pareggiare con un rigore trasformato da Alberto Pozzi. Gli animi si accesero e all'arbitro Panzeri di Milano sfuggì totalmente la situazione di mano. Il match fu sospeso a pochi minuti dalla conclusione: il direttore di gara riportò di aver preso tale provvedimento per le intemperanze della tifoseria di casa. L'arbitro, inoltre, aveva scritto nel referto del match di aver «speciosamente concesso il calcio di rigore al Bologna per evitare incidenti in campo e sulle tribune». La FIGC decise quindi di dare la vittoria a tavolino ai liguri.
Di questa stagione rimase memorabile la vittoria contro il Pro Vercelli, rimasta imbattuta da dieci anni, sconfitto per 2-1 nello stadio degli Eusebiani.

### Il primo scudetto

Bologna- 2-2 del 7 giugno 1925

Nella stagione 1924-1925, il Bologna, inserita nel girone B della Lega Nord, termina il campionato al primo posto, superando in classifica la Juventus e la Pro Vercelli di due soli punti. Di nuovo il Bologna si trova in finale di Lega Nord davanti al Genoa, trionfatore del girone A. Per decretare il vincitore, ci vollero 5 partite. La prima venne giocata a Bologna il 24 maggio 1924: il Bologna, in maglia bianca con una banda rossoblù orizzontale, venne sconfitto per 2-1 dal Genoa, con i goal dell'ex bomber dei felsinei Cesare Alberti e di Edoardo Catto; accorcia le distanze per il Bologna un giovane attaccante bolognese, Angelo Schiavio. Il ritorno si giocò a Genova il 31 maggio e la partita terminò ancora 2-1, ma questa volta a favore del Bologna (Giuseppe Muzzioli e Giuseppe Della Valle segnarono per i felsinei, Aristodemo Santamaria realizzò il temporaneo pareggio ligure) in un confronto molto acceso e con varie interruzioni per scontri in campo e sugli spalti.
Fu quindi necessario uno spareggio, fissato per la domenica successiva, il 7 giugno, a Milano. Il Genoa si portò in doppio vantaggio con Daniele Moruzzi e ancora Alberti. Al sedicesimo della ripresa, quando un tiro del bolognese Muzzioli entrò nella porta del Genoa in maniera apparentemente non chiara, l'arbitro Mauro indicò il corner, ritenendo che il portiere genoano avesse deviato il pallone fuori dal rettangolo di gioco e fosse entrato in rete per vie traverse, ma numerosi sostenitori bolognesi entrarono in campo accerchiando il direttore di gara. Dopo circa un quarto d'ora di sospensione l'arbitro decise di convalidare la rete per placare la tifoseria felsinea; infine, il Bologna agguantò il pareggio con Alberto Pozzi. I tempi regolamentari si conclusero quindi in parità, ma il Genoa si rifiutò di disputare i tempi supplementari e chiese la vittoria a tavolino in ragione della forzata concessione del gol fantasma di Muzzioli; in risposta, il Bologna chiese a sua volta il successo d'ufficio proprio per la mancata disputa dei supplementari da parte dei liguri. A quel punto la Lega, sebbene il regolamento non prevedesse l'annullamento retroattivo dell'intera partita sulla base della contestazione avanzata dall'arbitro, e perciò obbligasse de facto l'organo a dare ragione a una delle due squadre, non omologò il 2-2 e respinse sia il reclamo ligure che quello emiliano, decretando la ripetizione dello spareggio.

La formazione del Bologna che vinse lo scudetto nella stagione 1924-1925

Nella quarta finale non furono registrate invasioni di campo durante la partita, che terminò 1-1. Gli scontri però avvennero dopo la partita, ovvero alla stazione di Porta Nuova, tanto che due genoani furono feriti addirittura da colpi di pistola. Dopo insulti e battibecchi tra la dirigenza bolognese e quella genovese, e una squalifica per i felsinei minacciata dal Consiglio Federale (fatto che provocò una protesta di piazza a Bologna), con la mediazione della Lega Nord del 26 luglio tornò la pace e venne programmato l'ennesimo spareggio.
Il 9 agosto 1925, alle 8 di mattina, venne giocata la quinta e ultima finale di Lega Nord, sul campo milanese della Forza e Coraggio a Vigentino. Presenziarono soltanto dirigenti, giornalisti e qualche tifoso locale e il campo era circondato da uno squadrone di carabinieri a cavallo. Il Bologna, che giocava in verde con il colletto nero, vinse agevolmente e con merito per 2-0, nonostante terminò il match addirittura in 9 uomini, per le espulsioni di Alberto Giordani e Giovanni Borgato. I Petroniani passarono in vantaggio prima con una prodezza di Pozzi, poi allo scadere Perin arrotondò il risultato a 2-0. Il titolo di Lega Nord era conquistato dal Bologna che si qualificò così alla Finalissima nazionale contro la vincitrice della Lega Sud.
Il campionato però non era concluso, e non si poteva ancora considerare vinto dal Bologna: restava da giocare la doppia sfida della finale nazionale contro i vincitori della Lega Sud, i biancoverdi dell'Alba Roma; i due match furono vinti entrambi dal Bologna, il primo per 4-0, il secondo per 2-0. Per la prima volta i rossoblù divennero campioni d'Italia.

### Il secondo scudetto e i titoli sfiorati

#### La finale Nord 1926 e il nuovo stadio

Lo Stadio Littoriale nel 1928

La stagione successiva, il Bologna si mostrò più che degno del suo titolo: i Rossoblù viaggiarono imbattuti per 21 giornate su 22 ed ebbero il migliore attacco di tutto il campionato, con ben 74 reti realizzate e 20 subite. Solo all'ultima giornata del girone vennero sconfitti a Torino dai Granata. In finale di Lega Nord, cedettero lo scudetto in tre partite alla Juventus per un gol di scarto, dopo due pareggi maturati allo Sterlino e in Corso Marsiglia.
Per contenere le ormai migliaia di tifosi rossoblù, il 31 ottobre 1926 venne inaugurato il nuovo Stadio Littoriale, dovuto all'iniziativa e all'impulso di Leandro Arpinati, podestà di Bologna nonché presidente FIGC e fervente tifoso dei colori rossoblù. Il grande stadio, completo di piscine e di campi da tennis, rappresentava al tempo stesso un premio per i trionfi della squadra, e divenne un simbolo della città di Bologna.

#### Il caso Allemandi
Nella stagione 1926-1927 la sfida per lo scudetto si concentrò tra Bologna e Torino. Entrambe le squadre si qualificarono al girone finale: i Granata si piazzarono primi e i rossoblù secondi, tuttavia sullo scudetto si abbatté uno dei primi scandali di corruzione in Italia, noto come caso Allemandi. In seguito a un controverso processo sportivo, il titolo fu revocato al Torino, ma Arpinati, contrariamente a quanto prescrivevano le regole dell'epoca, non lo attribuì al Bologna e lo lasciò non assegnato con la motivazione che l'affaire aveva falsato in toto i risultati del campionato. Le ragioni dietro il provvedimento di Arpinati non furono mai totalmente chiarite: secondo i suoi estimatori egli non concesse il titolo ai Felsinei per evitare sospetti di parzialità, mentre per i suoi detrattori la gestione sia dello scandalo che dell'intero torneo da parte del gerarca romagnolo sarebbe stata orientata a favorire il Bologna e la decisione di non assegnare lo scudetto gli sarebbe stata imposta dal regime fascista.

Angelo Schiavio (secondo da sinistra) segna contro la, nella stagione del secondo tricolore, nella quale mise a segno 29 reti

Intanto in estate vi fu un'importante mutamento dell'assetto societario: sempre Arpinati decise di creare la "Bologna Sportiva", società polisportiva con sezioni dedicate ai vari sport tra cui la scherma, l'atletica leggera, il tennis, oltre al calcio.

#### Lo scudetto del 1929
Il secondo tricolore arrivò nella stagione 1928-1929, ultimo torneo disputato prima dell'avvento del girone unico. In questo campionato il ruolino dl marcia del Bologna fu molto superiore rispetto agli avversari: 24 risultati utili, 20 vittorie e 4 pareggi; 86 goal fatti di cui 29 solo di Schiavio. La finale vide il Bologna nuovamente contro il Torino: l'andata, giocata allo stadio Littoriale, venne vinta dai Rossoblù per 3-1; il ritorno, disputato allo Stadio Filadelfia, venne vinto dai Granata per 1-0. Il 7 luglio, allo Stadio Nazionale di Roma, i felsinei vinsero la terza e decisiva partita di spareggio per 1-0, con rete di Giuseppe Muzzioli, e si laurearono campioni d'Italia per la seconda volta nella loro storia. Il Bologna si qualificò così alla Coppa dell'Europa Centrale, ma preferì rinunciare e imbarcarsi per una tournée in Sud America. Gli effetti di questa esperienza, terminata a settembre inoltrato dopo 14 partite in nemmeno due mesi, si fecero sentire pesantemente nella stagione successiva, che vide i Petroniani arrivare solo sesti.

## Anni 1930

### Le due coppe dell'Europa Centrale e l'avvento di Dall'Ara

Il Bologna in posa con la Coppa dell'Europa Centrale al termine del match contro l'Admira

Il primo avvenimento importante fu nella stagione 1930-1931, nella quale vennero rassegnate le dimissioni del tecnico Felsner dopo 11 anni. Al suo posto arrivò quello che sarebbe stato - oramai al sorgere degli anni 1930 - solo il secondo allenatore della storia veltra: Gyula Lelovics.. Se la prima stagione con il nuovo allenatore si concluse al terzo posto, quella seguente fu un successo: in Europa il Bologna approdò in finale nella Coppa dell'Europa Centrale. La partita però non si disputò, poiché gli incidenti fra la Juventus e lo Slavia Praga nell'altra semifinale, portarono il comitato tecnico della coppa a decidere per l'esclusione di entrambe le squadre dalla competizione e di conseguenza proclamò il Bologna vincitore dell'edizione del 1932. Fu così che, per la prima volta in assoluto nella storia del calcio italiano, una squadra di club vinse una coppa europea internazionale.

Il bis europeo arrivò due stagioni dopo: il Bologna, in virtù del terzo posto conquistato nel campionato precedente, si qualificò ancora per l'edizione della coppa Mitropa del 1934, e fu un trionfo. All'indomani della vittoria della nazionale italiana ai mondiali del 1934 — nella cui finale segnò proprio il felsineo Angelo Schiavio —, il successo del Bologna nella Coppa dell'Europa Centrale, sancì la definitiva supremazia 

Renato Dall'Ara, il presidente più vittorioso della storia del Bologna

del calcio italiano in ambito europeo. L'affermazione del Bologna arrivò attraverso risultati fragorosi sotto il profilo del punteggio, che misero in risalto la forza e il talento della squadra: 3 reti al Bocskay, 6 al Rapid Vienna e 5 al Ferencváros in semifinale. Nella finale, i Petroniani si ritrovarono di fronte i campioni in carica d'Austria dell'Admira Vienna, squadra ricca di elementi di spicco del Wunderteam. I Rossoblù persero la finale di andata disputata al Prater di Vienna per 3-2. La partita di ritorno al Littoriale, giocata in una giornata di caldo torrido, vide il Bologna dominare gli austriaci: 5-1 il risultato finale, con Carlo Reguzzoni mattatore dell'incontro segnando tre reti. Reguzzoni conquistò anche il titolo di capocannoniere del torneo. Il Bologna era sul tetto d'Europa per la seconda volta in tre anni, unica squadra italiana a riuscire nell'impresa nel periodo classico della Coppa dell'Europa Centrale, dall'edizione del 1927 a quella del 1940. Nel frattempo erano cambiate alcune cose ai vertici societari: con la caduta in disgrazia di Leandro Arpinati - e di conseguenza di tutti gli uomini legati a lui, presidente Bonaveri compreso - si affacciò sulla scena bolognese un imprenditore tessile, all'epoca quarantenne, originario di Reggio Emilia; il suo nome era Renato Dall'Ara, che divenne commissario straordinario del Bologna e poi presidente, inaugurando così il suo trentennio di presidenza, il più glorioso della storia del Bologna.

### Lo "squadrone che tremare il mondo fa"

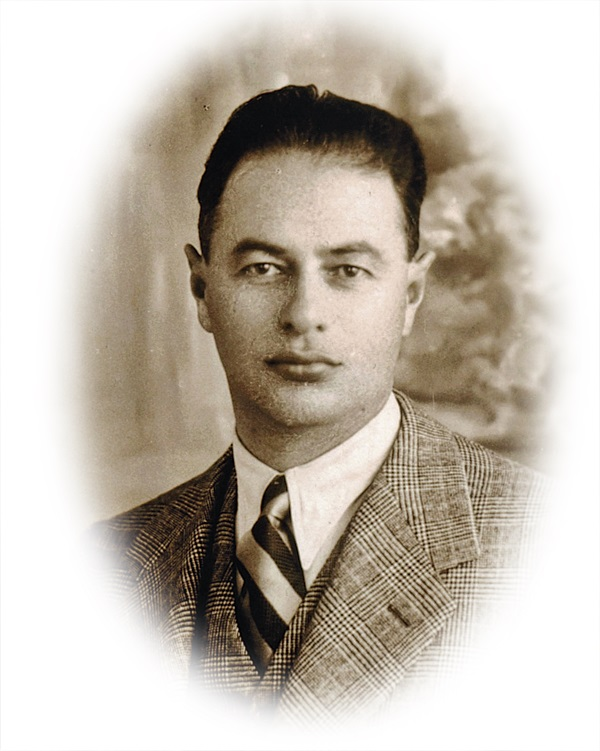
Árpád Weisz, allenatore ungherese, vinse due campionati. A lui è intitolata la curva sud del Bologna

Dal 1934 al 1945 si registrò in Italia e in Europa un netto dominio rossoblù: in sei anni - dal 1935 al 1941 - la squadra vinse ben 4 scudetti. Il fautore di questo dominio fu il nuovo allenatore, l'ungherese Árpád Weisz. I suoi frutti si videro dal 1936 con la vittoria del terzo scudetto, pur avendo a disposizione una rosa molto corta, appena 14 giocatori. L'anno successivo col bis tricolore e con la vittoria del prestigioso Torneo dell'Esposizione di Parigi, una competizione che riuniva tutte le squadre che avevano vinto il campionato la stagione passata, i Veltri si affermarono come una delle squadre migliori di tutto il panorama calcistico continentale. Nonostante la stagione successiva dove il Bologna si classifica quinto, nella stagione 1938-1939 arriva l'ennesimo scudetto. A vincerlo non sarà Weisz, che è costretto a lasciare l'Italia a causa della promulgazione delle leggi razziali, bensì Hermann Felsner, già allenatore dei felsinei nei primi anni della fondazione del club. L'anno successivo si contesero lo scudetto i Petroniani e l'Ambrosiana, la squadra di Giuseppe Meazza; dopo un campionato combattuto tra le due squadre, proprio all'ultima di campionato si ritrovano a giocare contro le due squadre appaiate entrambe in testa, con i milanesi con un punto in più del Bologna. La partita venne vinta dall'Ambrosiana che così si laureò campione d'Italia.

## Anni 1940

### Il sesto scudetto
La stagione 1940-1941, nonostante la guerra fosse incominciata quattro mesi prima, il Bologna la conclude con la vittoria del sesto scudetto; un'aura di imbattibilità circonda il Bologna, tanto che i tifosi rispolverano un vecchio inno del tempo dei pionieri "È il Bologna lo squadrone che tremare il mondo fa". La vittoria dello scudetto sarà l'ultima gioia del Bologna per i futuri anni: l'anno successivo si piazza al settimo posto e poi, complice la guerra incalzante, il campionato di calcio 

Gino Cappello, nel Bologna negli anni 1940 e 1950

sospeso. All'indomani della fine del campionato, Felsner torna in patria e non si può non pensare a un ciclo che si chiude definitivamente.

### I campionati di guerra e la Coppa Alta Italia
Partito Felsner, Dall'Ara chiamò Mario Montesanto come neoallenatore, che porterà la squadra al sesto posto finale. Ma la seconda guerra mondiale arrivò anche in Italia e la Serie A fu costretta a fermarsi. La passione per il calcio era dura a morire e venne quindi organizzato un campionato di guerra, a cui parteciparono solo le squadre del Nord e Centro-Italia. Il Bologna arrivò in semifinale perdendo contro lo Spezia, che vincerà poi la competizione. Terminata la guerra, un centinaio di appassionati promosse un'assemblea dei soci al cinema "Modernissimo", in pieno centro storico: si ricostituì la società tornando alla vecchia denominazione sociale di Bologna Football Club, e l'elezione del presidente fu un plebiscito per l'uomo che aveva vinto quattro scudetti in sei stagioni: Renato Dall'Ara. I rossoblù, nonostante avessero perso giocatori importanti come Puricelli, Andreolo e Fiorini (caduto in guerra nel 1944) vinsero la Coppa Alta Italia. Nel frattempo due grandi giocatori erano saliti alla ribalta nazionale, due campioni che per anni entusiasmarono il pubblico dello stadio comunale: Gino Cappello, raffinatissimo e dinoccolato attaccante che fu acquistato dal Bologna nello scambio che portò Puricelli al Milan; e poi Cesarino Cervellati, ala destra dribblomane cresciuta nelle giovanili del Bologna, che arrivò a vestire più volte la maglia azzurra della nazionale. In campionato invece la squadra finì nuovamente al sesto posto.

## Anni 1950

### Gli anni della mediocrità
A partire dai campionati degli anni 1950 a seguire il Bologna visse momenti molto bui, che non lo riportarono più ad essere competitivo in Italia e in Europa, tanto che nelle stagioni 1949-1950 e 1951-1952 i felsinei rischiarono la retrocessione. Tutto ciò era dovuto specialmente al tramonto del Metodo, il modulo di gioco che dagli anni 1920 fino ai primi anni 1940 aveva garantito sei scudetti al Bologna, ma che ormai era stato soppiantato dal Sistema; il presidente Dall'Ara, che non voleva abbandonare la vecchia tattica di gioco, ingaggiò allenatori ancora legati ad essa, con la conseguenza di campionati fallimentari sia dal punto di vista tattico che dei risultati. Alla fine con l'arrivo dell'inglese Edmund Crawford nel 1949, anche il Bologna passò ufficialmente al Sistema, ma senza ottenere buoni risultati.

### La lenta rinascita

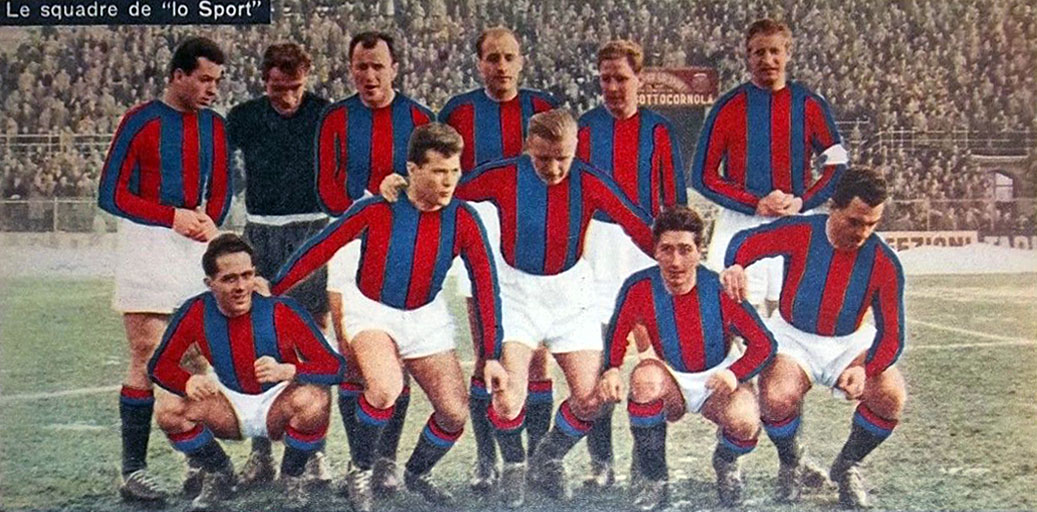
Una formazione del Bologna nella stagione 1953-1954

A seguito del sedicesimo posto in classifica, che al tempo era il peggior piazzamento della storia del Bologna, Dall'Ara cambiò ancora tecnico, puntando su Giuseppe Viani.
Nel 1953, il Bologna acquistò due giocatori dal Verona: Gino Pivatelli, centravanti, e Ugo Pozzan, giovane centrocampista dalla superba tecnica. "Il Piva" - così soprannominato - si rivelò un autentico asso: grande tecnica, tiro potentissimo, fiuto del gol di prim'ordine. Con lui in squadra e con l'immarcescibile Cappello, il Bologna tornò in posizioni di classifica più consone al suo rango: un quarto posto nel 1954-1955, e un quinto nel 1955-1956, con Pivatelli capocannoniere del campionato, avendo segnato 29 reti in 30 partite, unico calciatore italiano ad aggiudicarsi il titolo negli anni 1950.
È di quell'anno l'arrivo in rossoblù di un giovanissimo attaccante friulano che scriverà pagine indelebili nella storia del club: Ezio Pascutti, che al suo esordio segnò subito un gol in trasferta contro il L.R. Vicenza.

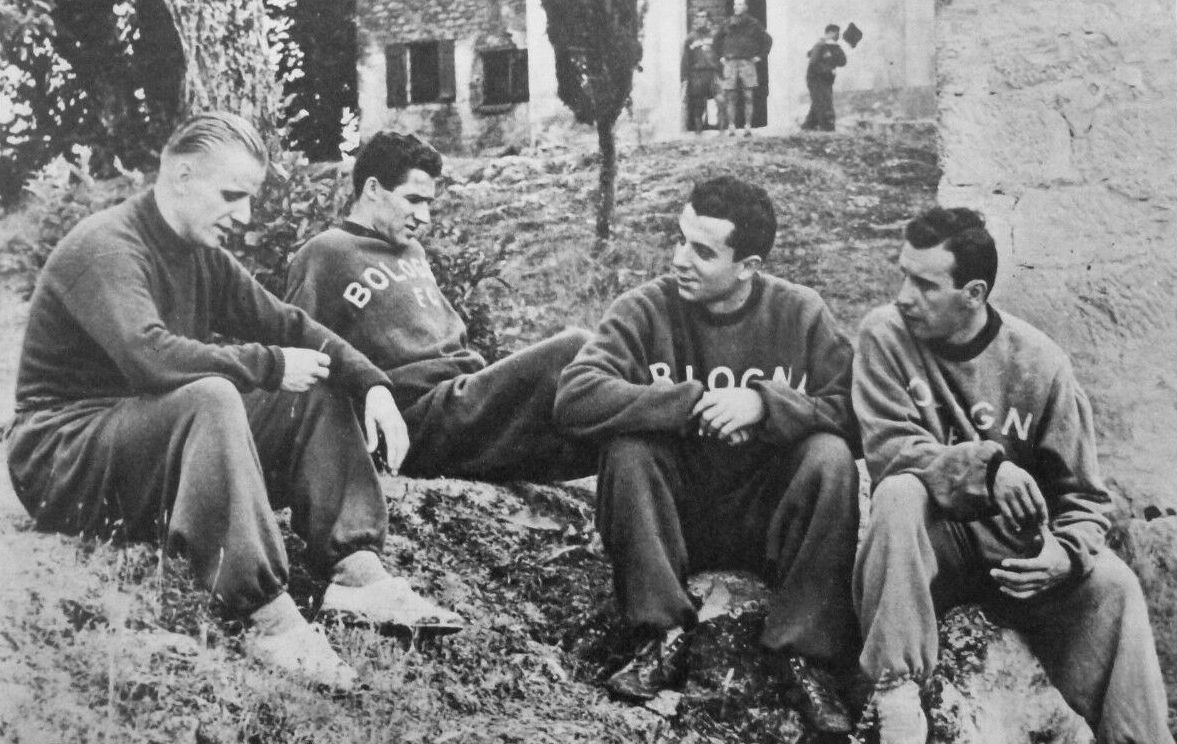
Da sinistra: i felsinei Axel Pilmark, Dante Bendin, Gino Pivatelli — già capocannoniere del campionato 1955-1956 in maglia rossoblù — e Humberto Maschio in un momento di relax a Zocca nel ritiro precampionato dell'estate 1958.

L'anno dopo il Bologna ripiomba nel caos: la squadra non ingrana, Viani rassegna le dimissioni e al suo posto arriva Aldo Campatelli, ex giocatore del Bologna. Alla fine il piazzamento finale è il quinto posto, molto superiore rispetto alle aspettative, considerando il burrascoso progredire dei precedenti eventi. Le stagioni a venire sono contraddistinte da alti e bassi, ma già in queste vengono acquistati i giocatori che poi comporranno la futura squadra titolare che vincerà lo scudetto nel 1963-1964; nella 1956-1957 arrivò a Bologna Mirko Pavinato, l'anno dopo Paride Tumburus; in questa stagione approdò al Bologna soprattutto un giovanissimo Giacomo Bulgarelli, di Portonovo di Medicina, che nelle stagioni successive, per molti anni, divenne una bandiera veltra. La stagione ancora seguente - vale a dire nella 1958-1959 - vennero acquistati per vestire la casacca rossoblù altri giocatori che comporranno la squadra del tricolore: Romano Fogli, Marino Perani e Carlo Furlanis.

## Anni 1960

### L'avvento di Bernardini

Fulvio Bernardini, l'allenatore che vincerà lo scudetto nella stagione 1963-1964

All'inizio della stagione 1960-1961 l'allenatore romano Fulvio Bernardini arrivò a Bologna con la voglia di confezionare un'altra impresa come quella con la Fiorentina, quando vinse lo scudetto nel 1955-1956. Al suo arrivo il nuovo allenatore chiese e ottenne due giocatori che si sarebbero rivelati fondamentali: dalla Lazio giunsero Franco Janich e Bruno Franzini, rispettivamente centrocampista e difensore. Per l'attacco arriva dalla Danimarca Harald Nielsen, su consiglio dell'ex calciatore rossoblù Axel Pilmark. La prima stagione parte a rilento, tanto che il presidente Renato Dall'Ara comincia già a contattare diversi allenatori per sostituire Bernardini, tra cui l'ex Viani, al quale il presidente era rimasto legato. Nonostante le critiche, la squadra finisce al quarto posto, che rappresentava il miglior piazzamento degli ultimi 20 anni. In più era arrivato il successo nella Coppa Mitropa, non più prestigiosa come prima della guerra, ma pur sempre importante. Questi sono anche gli anni dei mondiali in Cile; i Felsinei che prendono parte alla spedizione sono Paride Tumburus, Giacomo Bulgarelli, Franco Janich ed Ezio Pascutti, ma l'avventura degli azzurri si rivelerà fallimentare. La stagione successiva alla squadra si aggiunge un ultimo tassello, ovvero Helmut Haller: tale inserimento portò un'ulteriore ventata di freschezza e di inventiva in una squadra che già produceva gioco di prim'ordine. Il Bologna continua sulla falsariga della passata stagione, al punto da far esclamare all'allenatore petroniano, al termine di una partita vinta per 7-1 sul Modena: "Così si gioca solo in Paradiso!". Nello stesso torneo Ezio Pascutti stabilì un record segnando consecutivamente per le prime 10 giornate (12 gol). Alla fine però sarà ancora quarto posto, ma per tutta la stagione è centrale il problema del portiere: alcune incertezze costarono il posto ad Attilio Santarelli, sostituito da Paolo Cimpiel, e questi da Rino Rado. Ma dalla stagione successiva tale problema viene risolto con l’acquisto del nazionale William Negri.

### Il settimo scudetto

#### Il caso-doping

Il Bologna campione d'Italia nella stagione 1963-1964

Il 4 marzo 1964 in seguito ad alcuni controlli antidoping effettuati due giorni prima dopo Bologna-Torino (4-1), risultò che cinque giocatori felsinei - Mirko Pavinato, Romano Fogli, Paride Tumburus, Marino Perani ed Ezio Pascutti - vengono trovati positivi. Le provette contenenti il "materiale incriminante" furono messe sotto sequestro dalla magistratura, e la FIGC formalizzò il provvedimento: 3 punti di penalizzazione al Bologna, 18 mesi di squalifica all'allenatore Fulvio Bernardini e al medico sociale Igino Poggiali, assolti i giocatori incriminati perché assunsero sostanze dopanti inconsapevolmente. La reazione della città è quella di chi sa di subire un’ingiustizia da parte dei potenti; diversi si lamentano infatti che questa decisione sia arrivata per fermare il cammino del Bologna e favorire invece squadre più blasonate come Inter o Milan, molto più ben viste dalla Lega Calcio.
Roma, 7 giugno 1964, ore 17:00
Stadio Olimpico

 Bologna – Inter 

2 – 0
- Arbitro: Lo Bello (Siracusa)
- Marcatori:  75’ (aut.) Facchetti
 84’ Nielsen

Subito dopo la decisione della FIGC il Bologna chiede le controanalisi, ovvero far esaminare anche il secondo campione delle urine. Il regolamento infatti prevede che al momento del prelievo, il campione venga diviso in due flaconi, proprio per riservarsi la possibilità di una eventuale verifica. Le controanalisi dimostrarono però l'innocenza dei giocatori: nelle provette furono registrati livelli di anfetamine in quantità eccessive per un essere umano, quindi difficilmente potevano essere state somministrate ai giocatori incriminati. Accertata la mancanza di prove circa l'assunzione da parte dei giocatori di sostanze proibite, il 16 maggio la Corte d'Appello federale assolve il Bologna, il medico sociale Poggiali e Bernardini, cancellando i tre punti di penalizzazione. Sebbene i responsabili della manipolazione delle provette ufficialmente non vennero mai individuati, nei decenni successivi alcune testimonianze fecero ricadere i sospetti al riguardo sulla figura di Gipo Viani, l'allora direttore tecnico del Milan.

#### Lo spareggio-scudetto

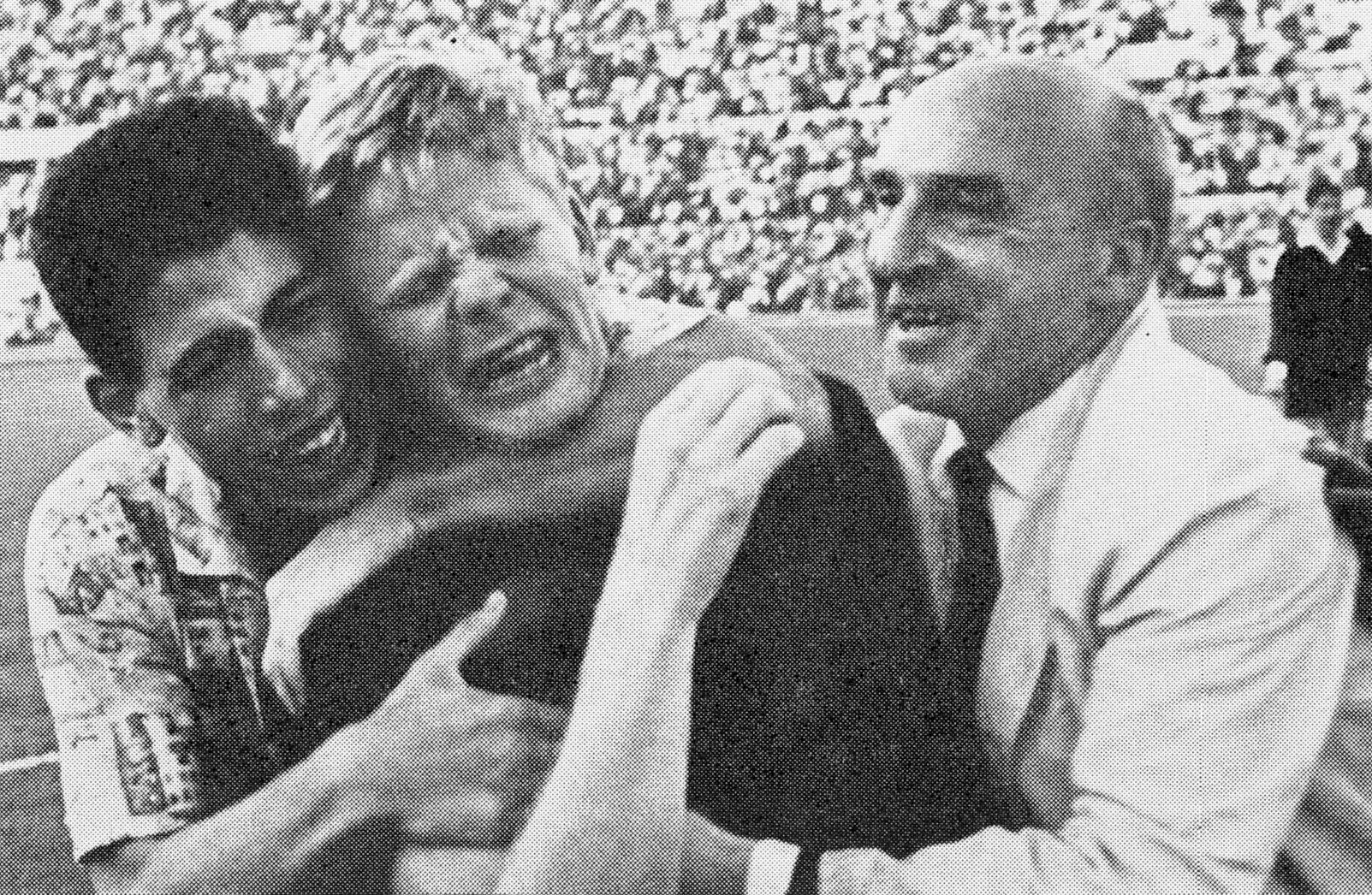
Da sinistra: un tifoso, Helmut Haller e l'allenatore Fulvio Bernardini esultano al termine del vittorioso spareggio

Il campionato finì così con le due squadre appaiate al primo posto, Bologna e Inter: per la prima volta nella storia della Serie A si rese necessario uno spareggio, che si giocò a Roma il 7 giugno 1964. Ma tre giorni prima della gara una terribile notizia colpì i giocatori rossoblù: mentre si trovava nella sede della Lega con Angelo Moratti, proprietario dell’Inter, per definire i dettagli organizzativi per lo spareggio, era morto improvvisamente di infarto il presidente Renato Dall'Ara. Il Bologna giocò con il lutto nel cuore la partita perfetta, accorta tatticamente e assai cinica, vincendo 2-0 con un autogol di Facchetti, viziato da una buona conclusione di Romano Fogli, e un gol di Harald Nielsen, mettendosi così in tasca dopo 23 anni il settimo scudetto. Con la vittoria del campionato si chiuse la presidenza Dall'Ara, il massimo dirigente più vittorioso della storia del Bologna: quattro scudetti — più quello conquistato nel 1964, poco dopo la sua scomparsa —, una Coppa Media Europa, il Torneo dell’Esposizione di Parigi, una Mitropa Cup, una Coppa Alta Italia.

### La prima Coppa Italia

Giacomo Bulgarelli, il giocatore con il maggior numero di presenze nella storia del club

A sostituire Dall'Ara fu il vicepresidente Luigi Goldoni, già da anni nel consiglio d'amministrazione della società. La stagione successiva alla vittoria del settimo scudetto vede la squadra partecipare per la prima volta alla Coppa dei Campioni, nella quale però viene eliminata al primo turno (dopo due pareggi) contro l'Anderlecht, per il lancio della monetina. In campionato, con lo scudetto sul petto, il Bologna chiude al sesto posto, deludendo molti tifosi.
Dopo questa stagione la società decise di dare una scossa alla squadra: Goldoni esonerò Fulvio Bernardini, e al suo posto arrivò prima Manlio Scopigno poi Luis Carniglia. L'allenatore argentino portò il Bologna ad un paio di eccellenti piazzamenti: prima un secondo posto che qualificò il Bologna alla Coppa delle Fiere - arrivando fino ai quarti e uscendo contro il Leeds Utd per lancio della monetina - e terzo posto. Intanto Goldoni nel 1966 aveva richiamato come direttore generale Gipo Viani, già ex allenatore dei rossoblù negli anni 1950. Con il suo arrivo però nacquero dei contrasti fra lui e Carniglia, e dopo una violenta lite la società decise di esonerare l'allenatore argentino e di rimpiazzarlo con Cesarino Cervellati, bandiera del Bologna degli anni 1950 e 1960.
Col passare del tempo comunque vengono ceduti diversi protagonisti del Bologna scudettato: prima Harald Nielsen, poi Helmut Haller, mentre Ezio Pascutti si ritira e William Negri trascorre un anno inattivo per infortunio, prima di essere ceduto. La vendita di Haller fu l'ultima azione da presidente di Goldoni, poiché gli subentrò Raimondo Venturi, imprenditore del settore tubolari, terzo presidente del dopoguerra. Nel 1969 Venturi designa per la figura di Direttore Tecnico Oronzo Pugliese. Nella stagione 1969-1970 viene ingaggiato come nuovo allenatore Edmondo Fabbri. Al primo anno l'ex Commissario Tecnico dell'Italia conquista la Coppa Italia: nella partita decisiva la squadra sconfigge il Torino per 2-0 con doppietta di Giuseppe Savoldi.

## Anni 1970 e 1980

### La seconda Coppa Italia

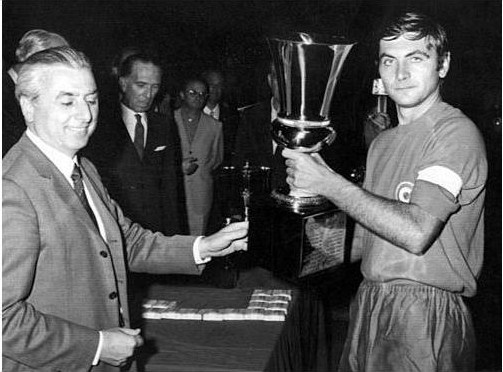
Bulgarelli con la seconda Coppa Italia

Nelle stagioni successive la squadra continuò a non raggiungere le posizioni di vetta. Uniche consolazioni di quegli anni furono le vittorie della Coppa di Lega Italo-Inglese nel 1970 e quella della seconda Coppa Italia nella stagione 1973-1974, battendo ai rigori il Palermo nella finale di Roma. L'allenatore di questa vittoria era Bruno Pesaola, subentrato nel 1972 a Fabbri e chiesto espressamente dal nuovo presidente Luciano Conti, un industriale con interessi diversificati - dall'elettricità all'editoria (Guerin Sportivo e Autosprint) alla meccanica - che per 400 milioni di lire divenne il quinto presidente del dopoguerra.

Da sinistra: Mauro Bellugi, Giuseppe Savoldi ed Eraldo Pecci in maglia rossoblù nella stagione 1974-1975.

Nel 1975 chiuse la sua carriera a 35 anni Giacomo Bulgarelli, bandiera della squadra. Mentre la fascia di capitano passò a Mauro Bellugi, l'eredità tecnica di Bulgarelli venne raccolta dal romagnolo Eraldo Pecci, un altro centrocampista di regia cresciuto nel vivaio. I tifosi però lo poterono vedere solo per poche stagioni: lo stesso venne ceduto al Torino, insieme al centravanti titolare e cannoniere Giuseppe Savoldi che, sempre nell'estate 1975, venne ceduto al Napoli per la cifra record di due miliardi. I tifosi non perdonarono al Presidente Conti la politica della cessione dei pezzi migliori, contestandolo duramente.
Dopo una serie di stagioni tra il 5° e l’8º posto iniziarono le salvezze in extremis di cui era artefice Cesarino Cervellati, chiamato spesso a risollevare le sorti del Bologna quando tutto sembrava ormai compromesso, come nella stagione 1978-1979 quando si salvò all'ultima giornata, nell'ultima uscita di un altro elemento simbolo dopo Bulgarelli: il terzino Tazio Roversi.

### Il calcioscommesse e le prime retrocessioni
Nel 1979-1980, subentrato Tommaso Fabbretti a Conti, la stagione partì con allenatore l'ex calciatore Marino Perani e il ritorno di Savoldi, ma quel campionato fu macchiato dal coinvolgimento dei rossoblù nella vicenda del calcioscommesse. Il Bologna subì la pesante penalizzazione di 5 punti, Savoldi e Petrini vennero squalificati per 3 anni e 6 mesi e Colomba solo per 3 mesi. La squadra durante il campionato non risentì dei punti di penalità, anzi accrebbe i meriti dell'allenatore Luigi Radice, che condusse i rossoblù al 7º posto finale dopo tante vittorie importanti.

Perani (a destra), tecnico del Bologna, esce dal campo assieme a Castronaro sul finire degli anni 1970

Nonostante il buon campionato, la società non riuscì a trattenere Radice che firmò con il Milan. Il Bologna ripiegò quindi su Tarcisio Burgnich, grande protagonista dell'Inter euro-mondiale di Herrera ma tecnico con poca esperienza in A. All'inesperienza dell'allenatore si sommavano gli squilibri di un ambiente non del tutto risanato dallo scandalo del calcio-scommesse, che generò malumori tra i giocatori. Tutti questi fattori portarono la squadra alla prima retrocessione nella storia del club, con la sconfitta in rimonta contro l'Ascoli. Unico fattore degno di nota in quella stagione fu l'esordio in serie A, il 13 settembre 1981, del sedicenne Roberto Mancini, il quale giocò tutte e 30 le partite stagionali segnando 9 reti, miglior marcatore della squadra.

Roberto Mancini esordì in Serie A con la maglia rossoblù

All'indomani della retrocessione, Fabbretti decise di richiamare Luigi Radice, tecnico ancora molto amato dai tifosi e appena liberatosi dal Milan; ma il 6 luglio con una conferenza stampa Radice annunciò che non avrebbe guidato un Bologna privo di Mancini, il suo giocatore più forte e più rappresentativo, ormai venduto dal presidente alla Sampdoria per quattro miliardi. In campionato la squadra, prima allenata da Alfredo Magni, poi da Paolo Carosi e infine dal solito Cervellati, deluse le aspettative di tutti, e non solo non lottò mai per risalire in A ma addirittura retrocedette per la seconda volta nella storia del club in appena dodici mesi.

### Il ritorno in Europa
Verso la fine del campionato Fabbretti cedette le sue quote al veronese Giuseppe Brizzi, che smantellò la formazione del doppio tonfo riallestendola per un campionato di C1 di vertice, riuscendoci al primo anno. Il 3 giugno del 1984, il ventennale della scomparsa di Renato Dall'Ara, al quale con una breve e suggestiva cerimonia venne intitolato l'ex Stadio Littoriale ed ex Comunale, il Bologna centrò la promozione in B. Allenatore era Giancarlo Cadè, che però non fu riconfermato per la stagione successiva. Al suo posto Santin, che fu esonerato dopo un duro contrasto con Domenico Marocchino, uno degli acquisti considerati più importanti per la stagione 1984-85 . Quell'anno il Bologna riuscì a salvarsi con uno stentato nono posto, e nelle ultime determinanti giornate Recchia e Brizzi lasciarono il timone della presidenza a Luigi Corioni, industriale bresciano che preparò con cura il rilancio rossoblù. Dopo qualche stagione dove il Bologna fallì la risalita in A, il campionato 1987-1988 riportò i felsinei nella massima serie grazie ad un allenatore emergente, Luigi Maifredi, che vincendo lo scetticismo generale portò un gioco spumeggiante e il Bologna in serie A. E come se non bastasse, dopo una stagione tranquilla dove il Bologna si posizionò a metà classifica, Maifredi nella stagione 1989-1990 conquistò addirittura la qualificazione in Coppa UEFA prima di lasciare Bologna, per rispondere al richiamo della Juventus.

## Anni 1990

### Il fallimento

Una formazione del Bologna nella stagione 1990-1991, culminata con la retrocessione in Serie B

Partito Maifredi e diversi giocatori cardine della squadra come Pecci, Marocchi, Luppi e De Marchi, il Bologna si appresta ad iniziare la stagione con molte incognite e diversi dubbi. E infatti l'allenatore Franco Scoglio venne esonerato dopo sole sei giornate nelle quali aveva racimolato solo due punti. La squadra si ritrovò come prosciugata nei momenti cruciali del campionato a causa dell'impegno di Coppa UEFA, dove vennero spese le risorse fisiche e nervose più rilevanti. Così, mentre si gioiva per le belle prestazioni fornite in Europa, non ci si preoccupò sufficientemente delle difficoltà che si incontrano in campionato, tanto che infatti in questa stagione il Bologna retrocesse in B ma sorprendentemente arrivò ai quarti, venendo fermata dallo Sporting Lisbona. Dopo questa retrocessione, Corioni decise di vendere le sue quote ai bolognesi Pietro Gnudi e Valerio Gruppioni, fiaccato anche dalle contestazioni seguite alla retrocessione. In realtà dietro i due c'era Pasquale Casillo, il quale era interessato al Bologna per motivi non ben precisati.
La successiva stagione in Serie B venne chiusa solo al tredicesimo posto con salvezza agguantata in extremis, mentre quella successiva, la 1992-1993, si rivelò drammatica: dopo il disimpegno dei soci Vanderlingh e Gruppioni, rimase al timone del Bologna Piero Gnudi e Casillo. Il club concluse la stagione in diciottesima piazza, il che equivalse alla seconda retrocessione in Serie C1 in undici anni. Il 19 giugno 1993 lo storico Bologna Football Club andò incontro al fallimento, già rischiato più volte a stagione in corso a causa della messa in mora della società per vecchie pendenze e mensilità non pagate. Il passivo ammontò a due miliardi di lire, l'esposizione bancaria arrivò a 34 miliardi di lire.

### La presidenza Gazzoni

#### Il ritorno in Serie A

Giuseppe Gazzoni Frascara, presidente del Bologna dal 1994 al 2005

La sentenza del tribunale mise la società in vendita giudiziaria già alla fine di giugno. All'asta fallimentare per l'acquisto della frazione in bonis della società rossoblù, comprendente diritti e titolo sportivo e scorporata dalla Finsport coinvolta nel fallimento, Giuseppe Gazzoni Frascara, alla testa di un gruppo di imprenditori locali, ottenne la proprietà del club per 8 miliardi di lire, riuscendo a garantire l'iscrizione al successivo campionato di Serie C1 sotto la denominazione Bologna Football Club 1909 e con un ambizioso progetto di rilancio. Gazzoni diventò il nuovo presidente, mentre come allenatore fu chiamato Alberto Zaccheroni, e come direttore sportivo Eraldo Pecci. Le ambizioni sportive si infransero ai play-off contro la SPAL con tante recriminazioni.
Al secondo tentativo, con la panchina guidata prima da Edy Reja e poi da Renzo Ulivieri e Gabriele Oriali come direttore sportivo, il club compì il suo primo passo verso la resurrezione col ritorno in B terminando l'anno al primo posto con 81 punti ed una sola sconfitta. Solo 12 mesi dopo, nel giugno 1996, si festeggiò anche l’immediata promozione in A con il goal di Giorgio Bresciani in casa contro il Chievo a tempo scaduto, che decretò il secondo campionato consecutivo vinto dai rossoblù. La stagione 1996-1997 riproponeva il Bologna nella massima categoria italiana. Dal mercato arrivarono Marocchi, Fontolan e i "colpi" Andersson — dal Bari — e Kolyvanov — dal Foggia —. Proprio questi due stranieri consentirono alla squadra di fare un salto di qualità ulteriore, sostanziata da una serie di vittorie esterne di prestigio come quelle contro Inter e Lazio, dal 7º posto finale e dalla semifinale di Coppa Italia persa contro il L.R. Vicenza, destinato a conquistare il trofeo.

#### La Coppa Intertoto e la semifinale UEFA col Marsiglia
Bologna, 20 aprile 1999, ore 20:30
Stadio Renato Dall'Ara

 Bologna – Olympique Marsiglia 

1 – 1
- Arbitro:  Merk
- Marcatori:  17’ Paramatti (Bologna)
 87’ (rig.) Blanc (Marsiglia)
- Espulsioni:  89' Marocchi (Bologna)

La stagione seguente, la quarta consecutiva di Ulivieri, si chiuse all’8º posto col diritto a partecipare al torneo Intertoto; ma fu anche l’anno di Roberto Baggio al Bologna, ingaggiato a sorpresa con un’abile operazione di mercato da Gabriele Oriali e Gazzoni. Il Divin Codino fu protagonista di una marcia memorabile a livello personale verso l’obiettivo della convocazione ai Mondiali con la Nazionale azzurra, mentre trascinava i rossoblù con un girone di ritorno, realizzando 22 reti, insieme ai compagni di reparto Andersson e Kolyvanov, che in soli due anni erano già considerati gli stranieri del Bologna più amati di ogni tempo.
L'avventura di Baggio durò solo una stagione, poi verrà ceduto all'Inter. Anche Oriali e Ulivieri lasceranno il club per accasarsi rispettivamente a Parma e Napoli. Per sostituirli Gazzoni puntò su Oreste Cinquini come direttore sportivo, Carlo Mazzone come allenatore e Giuseppe Signori come attaccante di punta della squadra. La squadra vinse la Coppa Intertoto battendo in finale i polacchi del Ruch Chorzów, aggiornando così la bacheca con un titolo che mancava dalla Coppa Italia del 1974. In campionato la squadra arrivò al nono posto, a cui si aggiunse la vittoria nello spareggio con l'Inter valido per l'ingresso in Europa. Il contemporaneo percorso in Coppa UEFA è anch'esso positivo: la squadra eliminò in successione Sporting, Real Betis, Slavia Praga e Olympique Lione, prima di arrendersi a sua volta in semifinale contro l'Olympique Marsiglia, poi finalista perdente con il Parma. Questa semifinale fu al centro di numerose polemiche a causa di un rigore assegnato ai transalpini nei minuti finali e che permise a loro di passare il turno, tanto che dopo la partita ci fu una violenta rissa tra i giocatori. Anche in Coppa Italia i bolognesi uscirono in semifinale, stavolta per mano della Fiorentina.
Per la stagione 1999-2000 la dirigenza affida la squadra a Sergio Buso, già allenatore della Primavera ed ex portiere rossoblù negli anni 1960. La sua avventura in panchina però dura appena sette giornate e al suo posto viene allora ingaggiato Francesco Guidolin, anch'egli ex calciatore del Bologna. La squadra chiude il campionato all'undicesimo posto, mentre in Coppa UEFA viene eliminata al terzo turno dai turchi del Galatasaray, poi vincitori del trofeo.

## Anni 2000

### La presidenza Cipollini

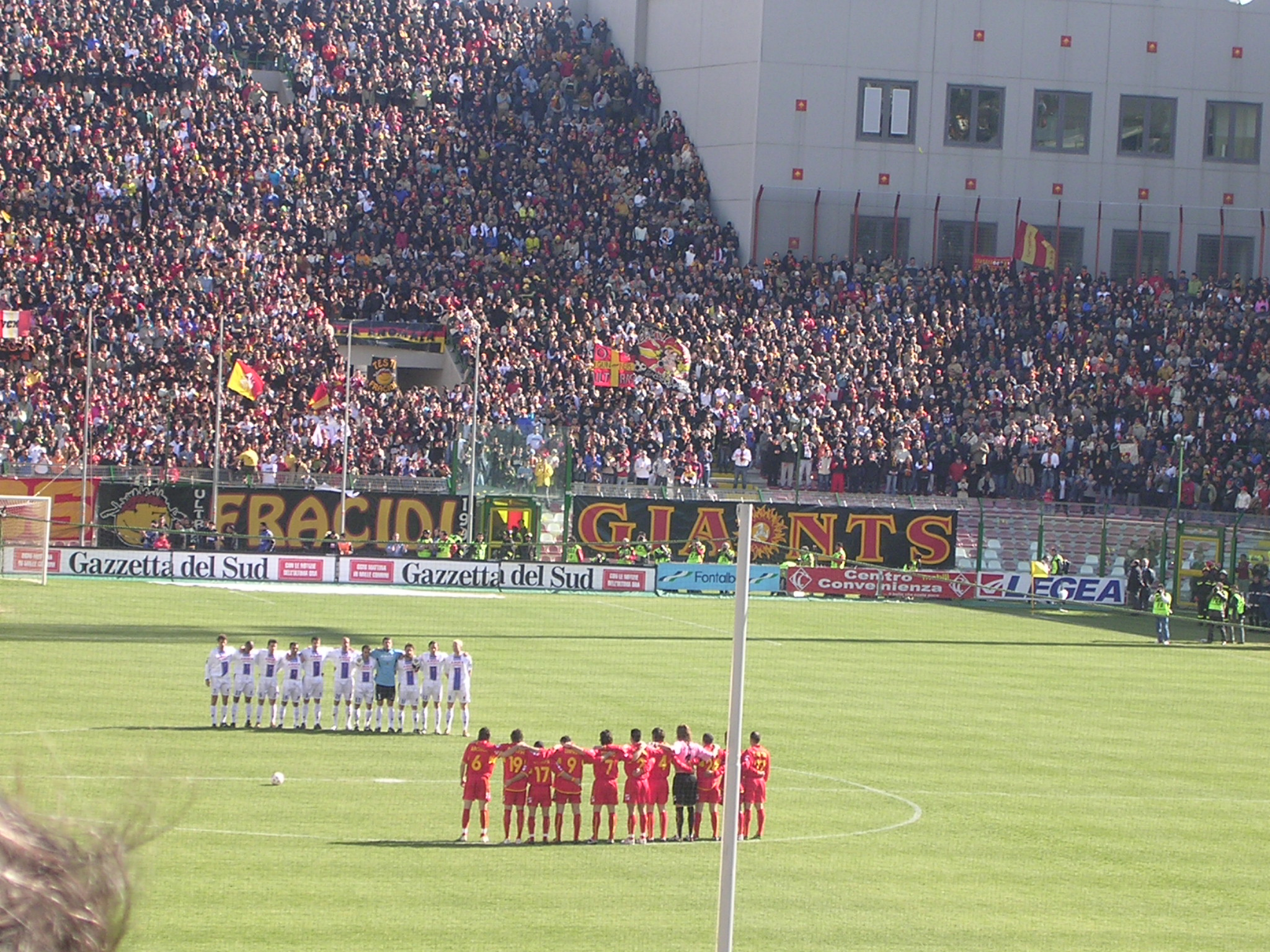
Il Bologna (in maglia bianca) nella stagione 2004-2005 contro il.

La seconda stagione di Guidolin si conclude con un decimo posto. Nell’estate 2001 Guidolin fu spronato dal vento delle contestazioni da parte della tifoseria nei confronti della dirigenza, relative alla campagna acquisti. Questo fatto induce Gazzoni a dare le dimissioni da presidente e a nominare al suo posto Renato Cipollini, suo uomo di fiducia. L'annata è comunque positiva e la squadra lotta fino all'ultimo per un posto importante in Europa; ma per una serie concatenata di risultati avversi, tra cui la famosa vittoria della Lazio sull'Inter e la sconfitta del Bologna col Brescia, sia la Champions League che la Coppa UEFA svanirono al fotofinish. Ai rossoblù rimase solo la possibilità di partecipare di nuovo alla Coppa Intertoto, peraltro beffarda, con la finale persa a Londra contro il Fulham. Dopo questo campionato infatti il club andò incontro ad un nuovo declino, culminato purtroppo, dopo un paio di salvezze, con una bruciante retrocessione fra i cadetti dopo un drammatico spareggio con il Parma nel giugno del 2005. Con lo scoppio di Calciopoli si venne a scoprire che le partite del Bologna contro Fiorentina, Juventus e Lazio furono truccate per sfavorire i rossoblù; in quelle gare infatti il Bologna uscì sconfitto.

### La presidenza Cazzola

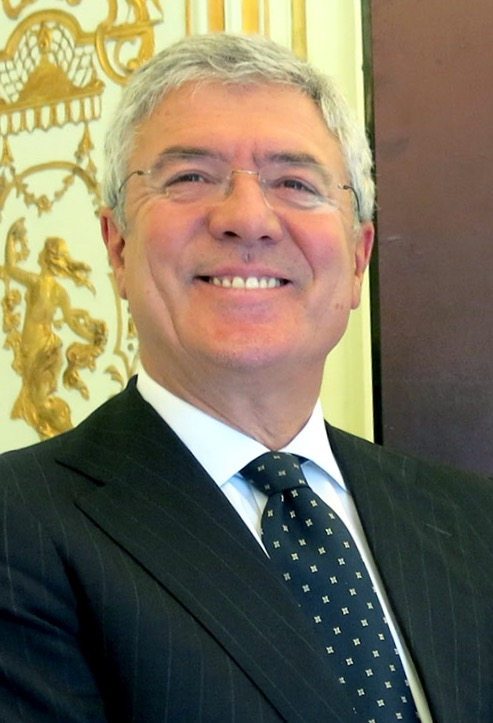
Alfredo Cazzola, presidente che riporterà il Bologna in Serie A.

Con la discesa in B Carlo Mazzone lascia il Bologna, che si affida nuovamente al tecnico Renzo Ulivieri, già allenatore tra il 1994 ed il 1998. Dopo le prime giornate del campionato 2005-2006 l'ex presidente e principale azionista, Giuseppe Gazzoni Frascara, esce di scena cedendo la sua quota all'imprenditore bolognese Alfredo Cazzola, noto imprenditore del territorio a spiccata vocazione sportiva, che diventa socio di maggioranza e nuovo presidente. La squadra procede in maniera altalenante e in gennaio 2006 Ulivieri viene sostituito da Andrea Mandorlini, che però dopo poche giornate viene esonerato e rilevato da Ulivieri stesso. Il Bologna termina il girone d'andata a metà classifica, mancando l'accesso ai playoff promozione. Nella stagione successiva l'allenatore è ancora Renzo Ulivieri ma, come per l'anno passato, viene esonerato dopo un campionato incolore e sostituito da Luca Cecconi, suo vice; la mossa però non ottiene gli effetti desiderati e i felsinei terminano solo settimi, dopo essere stati per tutto il girone d'andata nella zona promozione. Per guidare la squadra nel campionato 2007-2008 viene ingaggiato il tecnico cesenate Daniele Arrigoni. L'organico comprende giocatori di livello per la categoria come Adaílton, Massimo Marazzina, Davide Bombardini e Cristian Bucchi. Al terzo anno di serie B alla fine il Bologna riesce ad arrivare al secondo posto grazie alla vittoria in casa contro il Pisa, garantendosi la promozione in Serie A.

### La presidenza Menarini

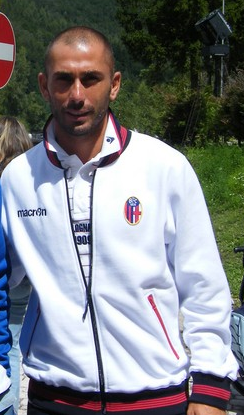
Marco Di Vaio, che totalizzerà con la maglia rossoblù 66 reti

Riportato il Bologna in Serie A, Cazzola trova l'accordo per venderlo al socio di minoranza Renzo Menarini, che il 2 agosto 2008 ufficializza l'acquisto. Cazzola rimane presidente fino al 12 settembre, quando gli subentra Francesca Menarini, figlia di Renzo. Nel campionato 2008-2009 è confermato come allenatore Daniele Arrigoni, che però il 3 novembre, dopo la sconfitta sul campo del Cagliari per 5 a 1, viene esonerato e sostituito dal debuttante Siniša Mihajlović. Dopo un buon inizio, il 14 aprile 2009, a 7 giornate dal termine del campionato, Mihajlović viene a sua volta sollevato dall'incarico ed il suo posto è affidato a Giuseppe Papadopulo, un tecnico esperto nelle salvezze delle squadre e che nel campionato precedente aveva riportato il Lecce in serie A. Il 31 maggio 2009, grazie al successo per 3-1 sul Catania, il Bologna si assicura la quart'ultima piazza del campionato, e di conseguenza la permanenza nella massima serie. La stagione è caratterizzata dalla straordinaria prolificità del centravanti Marco Di Vaio, autore di 24 reti, arrivando al secondo posto nella classifica marcatori del campionato e all'ottavo posto in quello della Scarpa d'oro.
Nella stagione successiva il Bologna festeggia il centesimo anniversario della propria fondazione. Vengono organizzate varie manifestazioni e mostre, e numerose sono le iniziative editoriali. I festeggiamenti culminano nel Gran Galà del centenario nella notte del 2 ottobre 2009. Nella successiva partita contro il Genoa del 4 ottobre il Bologna, per deroga della federazione, indossa una riproduzione fedele della sua prima divisa ufficiale. Nonostante i festeggiamenti, la stagione calcistica non parte affatto bene, e di conseguenza dopo 9 giornate l'allenatore Papadopulo viene esonerato e la guida tecnica affidata a Franco Colomba, ex-calciatore dei rossoblù negli anni 80. La squadra ha un grande recupero, a cui fa seguito una nuova crisi di risultati, ma la salvezza viene comunque raggiunta alla penultima giornata e la squadra si piazza di nuovo al diciassettesimo posto.

## Anni 2010

### Tre presidenti in una stagione

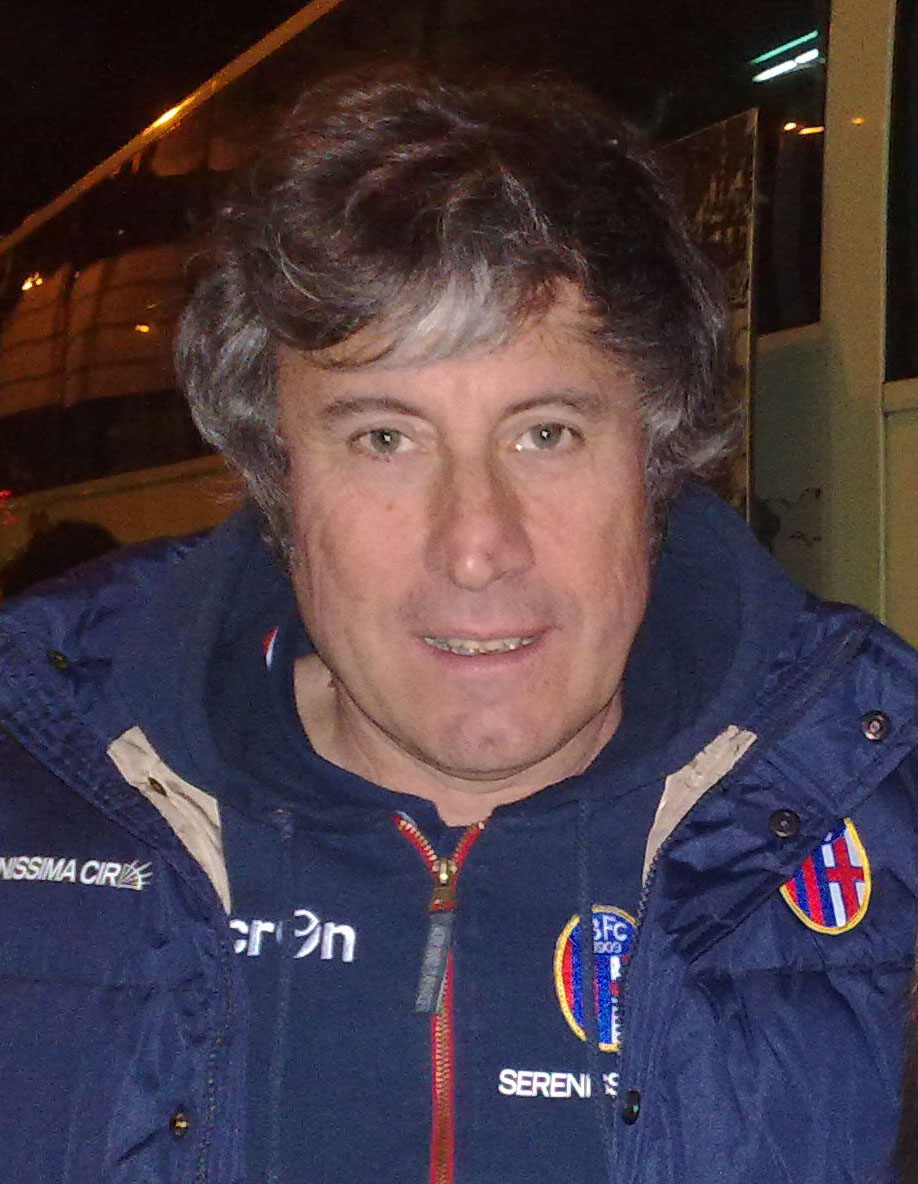
Alberto Malesani in panchina col Bologna.

A fine campionato la famiglia Menarini, a lungo contestata dalla piazza e dalla tifoseria, intavola varie trattative finalizzate alla vendita della società e trova un accordo con l'imprenditore sardo Sergio Porcedda che, il 7 luglio 2010, rilevate le quote di maggioranza, assume la carica di presidente. La nuova proprietà rinnova completamente lo staff dirigenziale insediando uomini di sua fiducia. Viene invece inizialmente confermato l'intero staff tecnico, ma il 29 agosto, alla vigilia della prima di campionato, l'allenatore Franco Colomba viene sorprendentemente esonerato. Inizialmente sostituito ad interim dall'allenatore della Primavera Paolo Magnani per la prima di campionato, al suo posto arriva Alberto Malesani.
La gestione Porcedda, pur avendo dato corso ad un profondo rinnovamento e ringiovanimento del parco giocatori, dopo pochi mesi si rivela totalmente insolvente sul piano finanziario, al punto da causare una penalizzazione di 3 punti, da scontare nel campionato in corso per inadempienze. A metà novembre la società dichiara default ed è sull'orlo del fallimento, essendo stata pure messa in mora dai giocatori che da mesi non ricevevano più alcuno stipendio.
In soccorso dell’agonizzante società interviene il Comitato Bologna 2010, organizzato dal banchiere Giovanni Consorte e capitanato da Massimo Zanetti, proprietario dell'azienda alimentare Segafredo, che riesce in dicembre a rilevare interamente le quote della società da Porcedda e Menarini. Massimo Zanetti è il nuovo presidente ma la sua prima mossa fa discutere molti: come direttore generale chiama Luca Baraldi, che già aveva ricoperto tale ruolo ai tempi dei Menarini e non aveva lasciato ottimi ricordi a causa di alcuni diverbi con i giocatori. La sua nomina genera quindi disappunto tra i giocatori e tra i nuovi soci, temendo un tracollo dei risultati. Il 21 gennaio 2011, proprio a causa di questi diverbi, rimette la carica, che viene assunta dal vicepresidente Marco Pavignani. La presidenza di Pavignani è dichiaratamente di transizione ed il 7 aprile 2011, eseguite le necessarie ricapitalizzazioni societarie, in accordo coi soci viene nominato presidente l'imprenditore bolognese Albano Guaraldi, che il 21 maggio 2011 assume anche la carica di amministratore delegato.
Nonostante la situazione societaria di straordinaria incertezza e difficoltà la squadra realizza un buon campionato, compattandosi intorno al proprio allenatore Malesani e all'attaccante Marco Di Vaio, autore di 19 reti. La squadra si salva facilmente a metà girone di ritorno ma a causa di un tracollo di risultati si classifica solamente al 16º posto.

### La presidenza Guaraldi

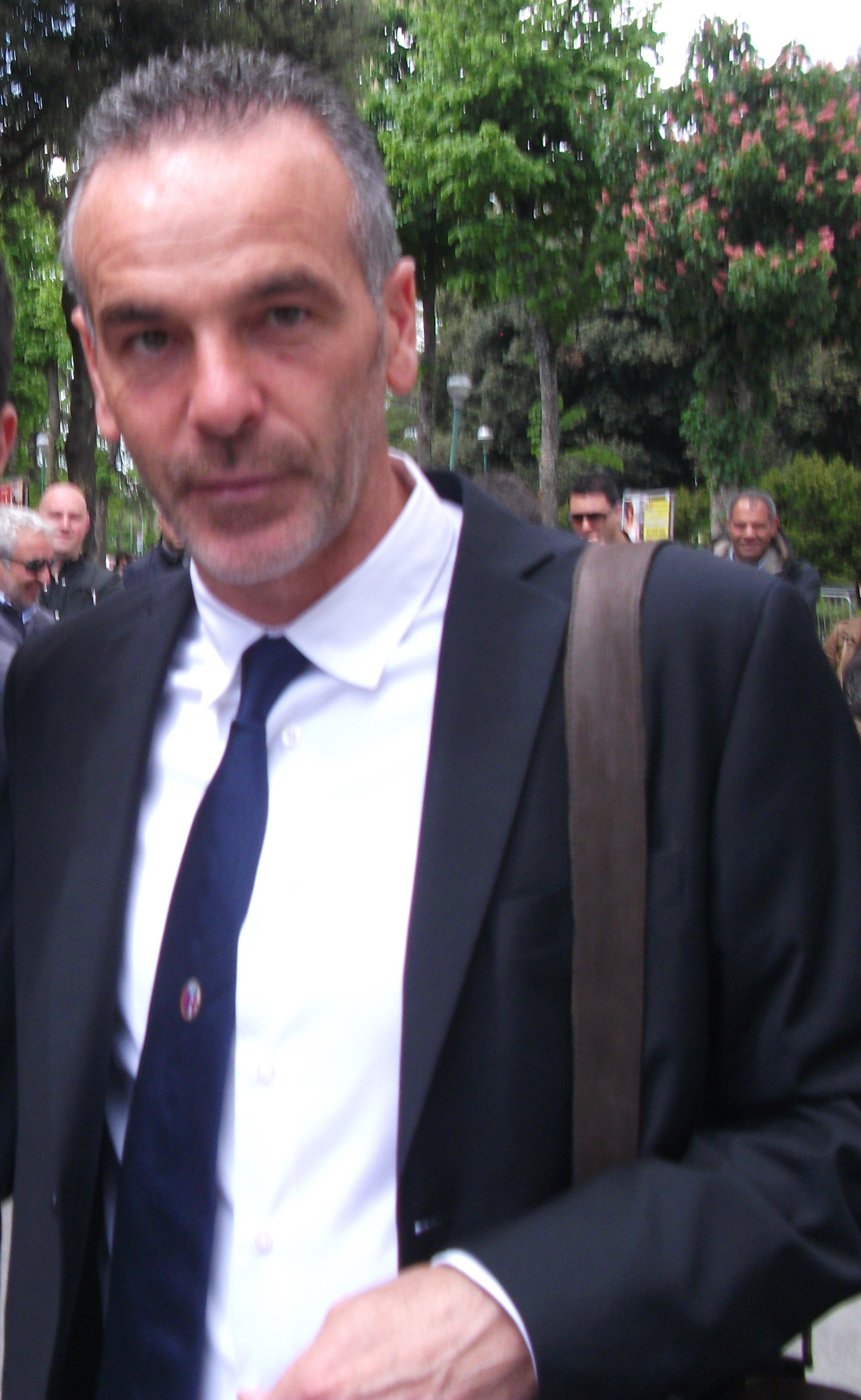
Stefano Pioli nella stagione del record di 51 punti.

Terminato il campionato viene scelto un nuovo allenatore nella persona del bolognese Pierpaolo Bisoli. Viene ingaggiato come consulente tecnico Salvatore Bagni. A poco meno di due mesi dall'assunzione del nuovo incarico, il 25 luglio viene reso noto il licenziamento di quest'ultimo a causa di divergenze per il budget del mercato estivo; nel ruolo di direttore generale viene scelto Roberto Zanzi, che in seguito assumerà anche il ruolo di direttore sportivo.
Le stagioni sotto la presidenza Guaraldi furono caratterizzate da salvezze raggiunte nelle ultime giornate e dalle ambizioni contenute, ad eccezione del campionato 2011-12 che fu terminato al 9º posto grazie soprattutto alla conduzione tecnica dell'allenatore Stefano Pioli, e del solito Di Vaio, che visse a Bologna una seconda giovinezza coi fiocchi, prendendosi con pieno merito l’esclusiva nei cuori dei tifosi rossoblù in anni altrimenti assai poco soddisfacenti.
Quando il calciatore romano lasciò Bologna per chiudere la carriera al Montréal Impact di Joey Saputo la squadra piombò in crisi. Dopo una stagione terminata al tredicesimo posto, quella successiva fu un disastro su tutti i fronti: la squadra terminò al penultimo posto con solo 29 punti e soli 28 goal fatti.

### La presidenza Tacopina
La stagione 2014-2015 vide l’arrivo di un gruppo di investitori nordamericani rappresentati dall'imprenditore canadese Joey Saputo — già presidente del Montréal Impact, dove Marco Di Vaio andò a giocare: pare che infatti a convincere il tycoon canadese ad investire sul Bologna fu proprio lui — e dall'avvocato newyorkese Joe Tacopina, con la nomina a nuovo Amministratore Delegato di Claudio Fenucci, e l’area tecnica affidata a Pantaleo Corvino. Nel ruolo di Club Manager un gradito ritorno per tutta la piazza, quello del già citato Di Vaio, che aveva da poco appeso le scarpe al chiodo dopo avere concluso la carriera in Canada. La guida della squadra era intanto stata assegnata da Guaraldi all’allenatore uruguayano Diego Lopez.
Dopo un campionato di serie B con alti e bassi, affidata nel finale di stagione la squadra alla conduzione di Delio Rossi, il Bologna si qualifica ai play-off, che vince pareggiando in finale con il Pescara per 1-1 (reti di Gianluca Sansone e Cristian Pasquato), passando il turno in virtù del miglior piazzamento in classifica durante la stagione regolare, tornando così in Serie A.

### La presidenza Saputo

#### Gli anni di Donadoni

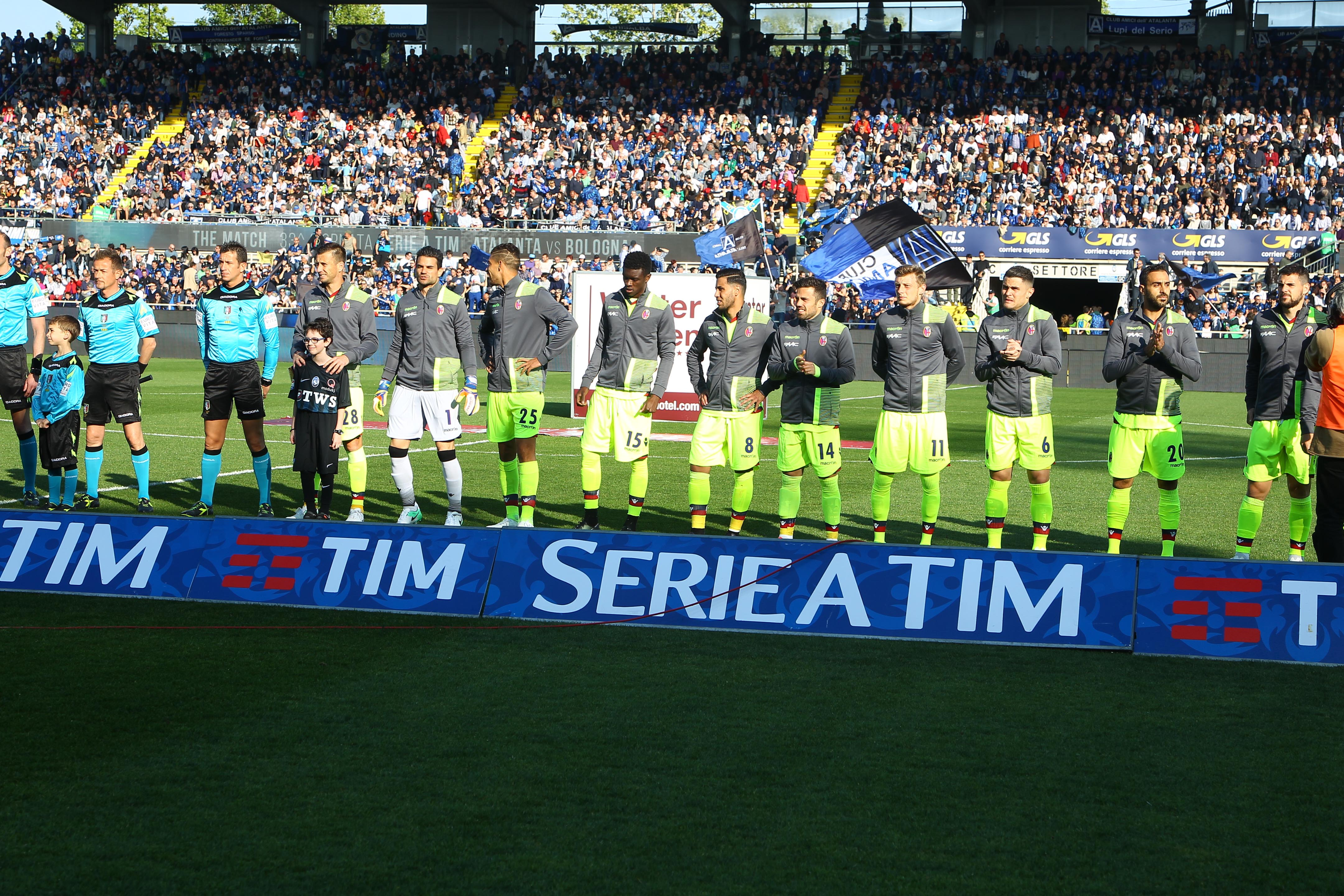
Una formazione del Bologna scesa in campo a Bergamo nella stagione 2016-2017.

Poco dopo l'inizio della stagione in A Joe Tacopina lascia la carica di presidente dopo alcune divergenze con Saputo. Quest'ultimo diventerà poi presidente - con il ruolo di chairman - della squadra, mentre invece l'avvocato americano lascerà il Bologna e acquisisce il Venezia. Dopo un avvio complicato con Rossi, il tecnico romagnolo viene esonerato e viene chiamato al suo posto Roberto Donadoni, per ottenere la garanzia della permanenza nella massima serie. La salvezza arriva a inizio maggio con la vittoria contro l'Empoli, dopo una stagione dove i rossoblù si sono tolte molte soddisfazioni, come battere il Napoli, fermare la striscia di 15 vittorie consecutive della Juventus in casa e battere il Milan in trasferta.
La stagione successiva parte bene per i felsinei ma, a causa dei giocatori e della scarsa competitività delle squadre invischiate nella lotta salvezza — che porta ad avere dieci punti di vantaggio sulla terzultima in classifica a fine girone d'andata —, il Bologna inizia ad avere una crisi di risultati che porta la squadra ad alternare vittorie poco convincenti a sconfitte pesanti, come quella contro il Napoli per 7-1. Alla fine, però, grazie alla vittoria contro l'Udinese alla 34ª giornata di campionato, il Bologna si salva.

#### Il rilancio con Mihajlović
Nella stagione 2018-2019, Donadoni non viene confermato come allenatore e la società decide di affidare la panchina rossoblù a Filippo Inzaghi, reduce dall'esperienza in Serie B con il Venezia, con Inzaghi però la stagione inizia nel peggiore dei modi: ottiene solamente 13 punti nel girone di andata, con sole 2 vittorie, il record negativo assoluto del Bologna di punti nel girone di andata dall'introduzione dei tre punti per la vittoria. Dal primo gennaio il Bologna ha stabilito un altro record negativo: nessuna vittoria in trasferta in tutto il 2018. Dopo 11 sconfitte e 4 mesi senza vittorie Inzaghi viene esonerato e Siniša Mihajlović torna sulla panchina rossoblù, dopo l'esperienza di 10 anni prima. Con la nuova guida tecnica, il Bologna rivoluziona il proprio campionato, terminando al 10º posto. Nella stessa stagione, la Primavera rossoblù ottiene un treble, vincendo campionato e supercoppa di secondo livello, nonché il proprio secondo Torneo di Viareggio.

## Anni 2020

### Le difficoltà di Mihajlovic e il ritorno in Europa
La stagione 2019-2020 viene dapprima segnata dalla notizia della leucemia che colpisce il tecnico Mihajlović, scoperta proprio poco prima della partenza per il consueto ritiro estivo a Castelrotto; dopo svariate assenze l'allenatore torna gradualmente in panchina e successivamente anche al campo di allenamento. Nei primi mesi del 2020 tutto il calcio mondiale viene segnato e fermato dalla pandemia di COVID-19; vista la disastrosa diffusione dell'epidemia in Italia, il governo il successivo 9 marzo emana un drastico lockdown nazionale, e il giorno seguente la FIGC sospende sine die tutti i campionati. Il campionato del Bologna riprende quasi quattro mesi dopo: il 22 giugno nella gara di campionato contro la Juventus. Il percorso in massima serie termina con un dodicesimo posto a quota 47 punti, miglior somma di questi ultimi dalla stagione 2011-12. L'apparente buona stagione viene però macchiata da due record negativi: il numero massimo di reti subite in un singolo campionato fino a quel momento (65), e il numero più alto di partite consecutive con almeno un gol subìto in Serie A (33), 34 se si conta anche la gara di Coppa Italia contro l'Udinese. In questa stagione è da registrare anche il ritorno al gol dopo anni di un giocatore felsineo in nazionale maggiore, segnatamente Riccardo Orsolini.
Nella stagione 2020-2021 il Bologna trova una buona dodicesima posizione in campionato, mentre in quella successiva il club felsineo, grazie alla coppia d'attacco Arnautovic-Barrow che insieme conta 20 gol (14 Arnautovic e 6 Barrow), riesce a prendersi la tredicesima posizione.
Nella sessione estiva di calciomercato della stagione 2022-2023 il Bologna vende i suoi giovani pupilli Aaron Hickey, Theate e Mattias Svanberg, e intanto compra i difensori Jhon Lucumí e Joaquín Sosa, i centrocampisti Andrea Cambiaso e Charalampos Lykogiannīs e l'attaccante Joshua Zirkzee. Nelle prime 5 partite il Bologna raccoglie solo tre punti e la sedicesima posizione, portando all'esonero Mihajlovic.

#### L'era Thiago Motta

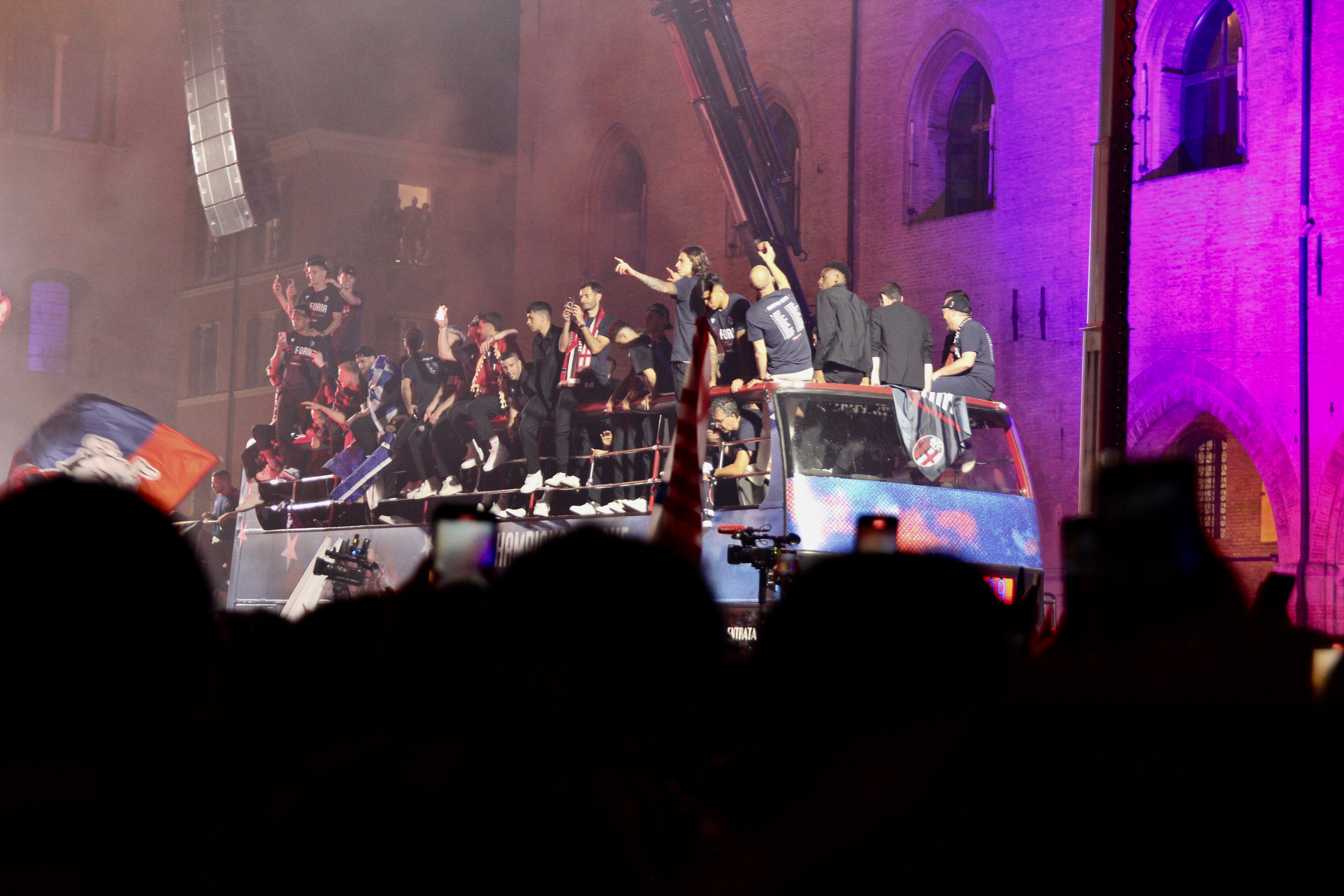
La squadra festeggia la qualificazione in Champions League in Piazza Maggiore il 22 maggio 2024

Il 9 settembre 2022 Thiago Motta diventa ufficialmente il nuovo allenatore del Bologna. Dopo un inizio difficile il tecnico italo brasiliano inizia a portare a casa importanti risultati, conquistando il record di 54 punti e il nono posto in serie A.
Motta viene confermato e dal mercato arrivano nuovi giocatori, su tutti Riccardo Calafiori dal Basilea, Remo Freuler dal Nottingham Forest e Alexis Saelemaekers dal Milan. Il Bologna disputa un campionato eccellente, con una media punti ancor maggiore rispetto all'anno precedente, grazie anche alla conferma e all'esplosione di talenti come Zirkzee, Lewis Ferguson e Orsolini. Il 12 maggio 2024, il giorno dopo aver battuto il Napoli per 2-0, grazie alla sconfitta della Roma in casa dell'Atalanta, i rossoblu conquistano ufficialmente la qualificazione alla UEFA Champions League per la prima volta dopo 60 anni.
Nella stagione 2024-25 (la prima della gestione Saputo chiusa col bilancio in forte attivo), il 14 maggio 2025 il Bologna vince la sua terza Coppa Italia dopo 51 anni battendo in finale il Milan con il punteggio di 1-0 con Vincenzo Italiano in panchina.

## Videografia
- Bologna FC 100 anni di storia (4 DVD-Video), Corriere dello Sport, 2009.
- Emilio Marrese, Paolo Muran e Cristiano Governa, Mi chiamo Renato, i 90 anni Rock'n'gol dello stadio di Bologna (DVD-Video), la Repubblica, 2016.

### Esplicative
1. ↑  Quasi tutte le fonti, comprese quelle ufficiali come il sito del Bologna, riportano che il collegio fosse denominato col solo appellativo di Schönberg e fosse situato a Rossbach, località però non presente in Svizzera. Tuttavia canute fonti svizzere e ricerche seriori dimostrano l'errata informazione sulla denominazione e ubicazione del collegio, anche se non vi è alcuna certezza sull'esatta trascrizione del nome. Cfr. Koller, Brändle, p. 25., Cfr. Chiesa, 2019, p. 12.

### Bibliografiche
1. 1 2 3 4   Bologna Football Club 1909, i 110 anni dei rossoblu, in Sky TG24. URL consultato il 19 marzo 2020.
2. ↑  (DE) Prager Tagblatt, seite 9 - Black Star F.C.. Brief-Adresse: Emilio Arnstein, Triest, su anno.onb.ac.at, 27 ottobre 1907.
3. ↑  Baccolini, p. 205.
4. ↑   Il Bologna al re delle mozzarelle che viene dal Canada. E i tifosi esultano, in Il Sole 24 Ore. URL consultato il 19 marzo 2020.
5. ↑   Collegio di Spagna, in Comune di Bologna. URL consultato il 19 marzo 2020.
6. ↑   Giacomo Guizzardi, Bologna Fc Real Madrid, il 9 ottobre la partita dei 'legends', in Il Resto del Carlino. URL consultato il 19 marzo 2020.
7. 1 2 3  Bertuzzi, Monti, pp. 16-17.
8. 1 2  C.F. Chiesa, p. 11.
9. ↑  C.F. Chiesa, pp. 11-12.
10. ↑   Leone Vicenzi - Via Santa Margherita 3 - Bologna (PDF), su figc-dilettanti-er.it. URL consultato il 30 settembre 2018 (archiviato dall'url originale il 13 novembre 2012).
11. 1 2 3 4 5 6 7 8 9  Corriere dello Sport, I Miti Rossoblù.
12. ↑  Baccolini, p. 65.
13. 1 2  Fontanelli, pp. 52-53.
14. 1 2 3 4 5 6  Corriere dello Sport, Vittorie e Scudetti, 1909-1964.
15. 1 2 3  C.F. Chiesa, p. 15.
16. ↑  Baccolini, pp. 57-58.
17. ↑  Bertuzzi, Monti, pp. 18-19, 21, 23.
18. ↑   Inter allo scudetto n.17 Ecco la storia di tutti gli altri, in La Gazzetta dello Sport. URL consultato il 19 marzo 2020.
19. ↑  C.F. Chiesa, p. 14.
20. 1 2 3   I primi 40 anni dello Sterlino, la piscina più amata, in Il Resto del Carlino. URL consultato il 19 marzo 2020.
21. 1 2 3 4 5  C.F. Chiesa, pp. 21-22.
22. ↑   La Coppa Federale vinta dal Milan e la storia del calcio a Roma, in Corriere dello Sport. URL consultato il 19 marzo 2020.
23. 1 2  C.F. Chiesa, p. 22.
24. ↑  C.F. Chiesa, p. 21.
25. ↑   Bernardo Perin, su bolognafc.it. URL consultato il 21 marzo 2020.
26. ↑  Baccolini, p. 196.
27. 1 2 3 4   Felsner, Hermann, in Enciclopedia Treccani. URL consultato il 10 novembre 2018.
28. 1 2  C.F. Chiesa, pp. 25-26.
29. ↑  C.F. Chiesa, pp. 27-28.
30. ↑  C.F. Chiesa, p. 29.
31. 1 2  C.F. Chiesa, p. 31.
32. 1 2 3 4 5 6 7 8  C.F. Chiesa, pp. 32-33.
33. 1 2  Baccolini, pp. 87-88.
34. ↑  Baccolini, p. 252.
35. ↑  C.F. Chiesa, p. 36.
36. 1 2 3   Il primo scudetto, su bolognafc.it.
37. 1 2  Bertuzzi, Monti, pp. 26-27.
38. 1 2 3  C.F. Chiesa, p. 37.
39. ↑   La burrascosa e controversa partita di Milano, in La Stampa, 8 giugno 1925. URL consultato il 18 giugno 2018.
40. ↑  C.F. Chiesa, pp. 37-38.
41. 1 2 3 4 5   Lo "scudetto delle pistole": Bologna e Genoa divise da una finale infinita, in La Gazzetta dello Sport. URL consultato il 18 marzo 2020.
42. ↑  C.F. Chiesa, p. 39.
43. 1 2 3  C.F. Chiesa, p. 41.
44. 1 2  Quercioli, pp. 39-40.
45. 1 2  Marrese.
46. 1 2 3  Caliceti, pp. 3-5.
47. 1 2  C.F. Chiesa, pp. 44-45.
48. ↑   Il Bologna rivuole lo Scudetto del 1927, in Corriere dello Sport (archiviato dall'url originale il 18 aprile 2017).
49. ↑   #OnThisDay: 7 luglio 1929, il nostro secondo scudetto, su bolognafc.it, 7 luglio 2016. URL consultato il 19 marzo 2020.
50. 1 2  C.F. Chiesa, pp. 47-48.
51. ↑   Vittorio Pozzo, Il Bologna strappa al Torino il titolo di campione d'Italia, in La Stampa, 8 luglio 1929,  p. 1. URL consultato l'8 giugno 2017.
52. ↑  Baccolini, pp. 257-258.
53. 1 2  C.F. Chiesa, p. 50.
54. ↑  Baccolini, p. 150.
55. ↑   La "Coppa Europa" di calcio. Slavia e Juventus escluse dal torneo, in La Stampa. URL consultato il 14 novembre 2018.
56. ↑   #OnThisDay: 17 luglio 1932, la prima Coppa Europa Centrale, su bolognafc.it. URL consultato il 18 marzo 2020.
57. 1 2 3 4 5 6 7  Baccolini, p. 76.
58. ↑   10 giugno 1934: l'Italia è campione del mondo, in Fox Sports, 10 giugno 2015. URL consultato il 18 marzo 2020.
59. ↑   Giordano Bruno Guerri, Arpinati, il fascista anarchico che spaventava i comunisti, in Il Giornale, 11 luglio 2013. URL consultato il 18 marzo 2020.
60. 1 2   Dall'Ara, presidente da una vita, in Corriere della Sera. URL consultato il 9 marzo 2020.
61. 1 2 3 4   Cesenatico, in mostra la storia di Arpad Weisz, in Il Resto del Carlino. URL consultato il 18 marzo 2020.
62. ↑   #OnThisDay: 6 giugno 1937, il Trofeo dell'Esposizione di Parigi, su bolognafc.it, 6 giugno 2016. URL consultato il 18 marzo 2020.
63. ↑   Roma-Juventus, la Capitale è ancora crocevia dello Scudetto: tutti i campionati decisi a Roma, in Eurosport, 12 maggio 2018. URL consultato il 18 marzo 2020.
64. ↑   Alessandro Mossini, Bologna, entra nel vivo la festa per i 110 anni del club rossoblù, in Corriere della Sera, 30 settembre 2019. URL consultato il 18 marzo 2020.
65. ↑  C.F. Chiesa, p. 74.
66. ↑   74 anni fa il sesto scudetto. Triestina-Bologna 0-0, su bolognafc.it.
67. 1 2  Bertuzzi, Monti, p. 77.
68. ↑   Mario Montesanto, in Eurosport. URL consultato il 18 marzo 2020.
69. 1 2  Sappino, pp. 58-59.
70. ↑  C.F. Chiesa, p. 80.
71. 1 2  Chiesa, p. 94, 96.
72. ↑  C.F. Chiesa, p. 387.
73. ↑  C.F. Chiesa, p. 381.
74. 1 2  C.F. Chiesa, pp. 84-87, 89.
75. ↑  Baccolini, p. 163.
76. ↑  Baccolini, p. 236.
77. ↑  (EN) Death of Edmund Crawford, in The National Archieves, 1921. URL consultato il 17 marzo 2020.
78. 1 2   Gipo Viani, l’inventore del “Vianema” che amava il vizio e scoprì Rivera, in Il Giornale. URL consultato il 17 marzo 2020.
79. ↑   Ugo Pozzan, su bolognafc.it. URL consultato il 17 marzo 2020.
80. 1 2  C.F. Chiesa, pp. 96-97, 98-99.
81. 1 2  Chiesa.
82. ↑   Ezio Pascutti, una vita nel Bologna [collegamento interrotto], in Corriere della Sera, 11 ottobre 2019. URL consultato il 17 marzo 2020.
83. ↑   Aldo Campatelli alla guida del Bologna, in Corriere dello Sport, n. 28, 2 febbraio 1956,  p. 1.
84. ↑  C.F. Chiesa, pp. 98-99.
85. ↑   La Fiorentina ha vinto il suo primo Campionato, in La Stampa, 8 maggio 1956,  p. 4.
86. 1 2 3  C.F. Chiesa, p. 106.
87. 1 2  C.F. Chiesa, p. 107.
88. 1 2   Sebastiano Vernazza, Anche Bernardini è morto di SLA, in la Gazzetta dello Sport, 11 settembre 2004. URL consultato l'8 settembre 2013.
89. ↑   Italia-Cile, 1962: la battaglia di Santiago, in Fox Sports, 21 maggio 2017. URL consultato il 17 marzo 2020.
90. ↑   È morto Helmut Haller, uno scudetto con il Bologna, in Il Sole 24 Ore. URL consultato il 17 marzo 2020.
91. ↑   William Negri, in Eurosport. URL consultato il 17 marzo 2020.
92. 1 2   Cinque calciatori del Bologna accusati di "doping, La capolista rischia la penalizzazione di tre punti, in La Stampa, 5 marzo 1964.
93. ↑   Italo Cucci, Bologna, la sofferenza e il trionfo, in Corriere della Sera, 5 giugno 2014. URL consultato l'11 febbraio 2018.
94. ↑   Non fu l'Inter a tramare nello scudetto del '64, in la Repubblica, 28 novembre 1998. URL consultato il 21 marzo 2018.
95. ↑   Giuseppe Bagnati, Quando Bologna-Inter decideva lo scudetto, in La Gazzetta dello Sport, 19 febbraio 2009.
96. ↑   Germano Bovolenta, Il Bologna di Bernardini e lo storico spareggio, in La Gazzetta dello Sport, 7 luglio 2007. URL consultato il 21 marzo 2018.
97. ↑  Sappino, pp. 23-24.
98. ↑  C.F. Chiesa, p. 427.
99. ↑  (EN) Anderlecht-Bologna 1964, su it.uefa.com. URL consultato il 19 marzo 2020.
100. ↑  C.F. Chiesa, pp. 128, 130-131.
101. 1 2 3 4 5  Corriere dello Sport, Battaglie, rinascite e campioni, 1964-2009.
102. ↑   Tony Damascelli, Carniglia, l'anti-Herrera senza paura delle parole, in Il Giornale, 4 ottobre 2017. URL consultato il 19 marzo 2020.
103. ↑  C.F. Chiesa, pp. 137-138, 142, 294-295.
104. ↑   "Caro presidente, basta minacce. Mio figlio Marino non è un lavativo", in la Repubblica. URL consultato il 19 marzo 2020.
105. ↑   Da oggi Pugliese D.T. del Bologna, in Corriere dello Sport, 28 gennaio 1969,  p. 7. URL consultato il 19 marzo 2020.
106. ↑  C.F. Chiesa, p. 142, 144.
107. ↑   #OnThisDay: 10 giugno 1970, la nostra prima Coppa Italia, su bolognafc.it, 10 giugno 2016. URL consultato il 16 marzo 2020.
108. ↑   Coppa Italia 1973/74, in La Gazzetta dello Sport. URL consultato il 16 marzo 2020.
109. ↑   Bruno Pesaola. Una vita fatta di Napoli, poker e sigarette [collegamento interrotto], in Sky Sport. URL consultato il 16 marzo 2020.
110. ↑   Conti Editore, fine di un'epoca, in Corriere della Sera, 11 ottobre 2019. URL consultato il 16 marzo 2020.
111. ↑   Mauro Bellugi, in Eurosport. URL consultato il 16 marzo 2020.
112. ↑   Fernando Pellerano, Pecci: «Ora faccio lo scrittore. E vi racconto Bologna e Torino», in Corriere di Bologna, 3 aprile 2013. URL consultato il 1º agosto 2019.
113. ↑   Da Savoldi a O Ney: la storia degli acquisti da record, in Sky Sport. URL consultato il 16 marzo 2020.
114. ↑   Bologna, l'ultimo saluto a Cesarino Cervellati, in la Repubblica, 16 aprile 2018. URL consultato il 16 marzo 2020.
115. ↑   Silvano Stella, Bologna piange: è morto Tazio Roversi, in La Gazzetta dello Sport. URL consultato il 16 marzo 2020.
116. ↑   Massimo Vitali, È morto Fabbretti, l’uomo della B, in il Resto del Carlino. URL consultato il 9 marzo 2020.
117. ↑   La vita spericolata di Carlo Petrini. A Bologna fu coinvolto nel calcio scommesse, in Il Fatto Quotidiano.
118. ↑  Panini, La Gazzetta dello Sport, p. 6.
119. 1 2 3   E' morto Gigi Radice, l'allenatore che riportò il Torino allo scudetto, su Il Foglio. URL consultato il 9 marzo 2020.
120. 1 2   Tarcisio Burgnich compie 80 anni. Roccia della Nazionale, in Sky Sport. URL consultato il 9 marzo 2020.
121. ↑   La Nazionale di Mancini torna a Bologna, in la Repubblica, 14 gennaio 2020. URL consultato il 9 marzo 2020.
122. ↑  Baccolini, pp. 213-214.
123. 1 2 3  C.F. Chiesa, p. 177.
124. ↑   Bologna festeggia la promozione "Ma siamo ancora in Purgatorio", in la Repubblica.
125. ↑   Una delegazione del Bologna ai funerali di Cadè, su bolognafc.it, 8 ottobre 2013. URL consultato il 9 marzo 2020.
126. ↑   Luigi Corioni, in Il Sole 24 Ore. URL consultato il 9 marzo 2020.
127. ↑   Luca Bertelli, Brescia-Bologna secondo Maifredi: «Balotelli non faccia come Salvini. Che notti con Dalla e Morandi», in Corriere della Sera, 9 dicembre 2019. URL consultato il 9 marzo 2020.
128. ↑   La rivoluzione fallita di Maifredi alla Juve e com'è difficile tifare per la Scozia, in Corriere dello Sport. URL consultato il 9 marzo 2020.
129. ↑   Gigi Radice morto, fu due volte allenatore del Bologna. Fece debuttare Mancini, in Il Resto del Carlino. URL consultato il 6 marzo 2020.
130. ↑   Alessandro Mossini, Il Bologna cade anche a Udine e centra il record di 21 sconfitte, in Corriere della Sera. URL consultato il 6 marzo 2020.
131. ↑   Il passato non paga, il Bologna neppure, in la Repubblica, 29 agosto 1992. URL consultato il 6 marzo 2020.
132. ↑   We were one: storie di coppie scoppiate in rossoblù, in la Repubblica, 14 settembre 2015. URL consultato il 6 marzo 2020.
133. ↑   Il Bologna non gioca più in Paradiso, in la Repubblica. URL consultato il 3 settembre 2018.
134. ↑   Luca Baccolini, Gazzoni si commuove con Tacopina: "Sì, sarò presidente onorario", in la Repubblica, 13 novembre 2014.
135. ↑   Sport: Alberto Zaccheroni, in la Repubblica. URL consultato il 6 marzo 2020.
136. 1 2 3  C.F. Chiesa, p. 198, 199, 200.
137. ↑   Sergio Gavardi, Renzo Ulivieri, in La Gazzetta dello Sport. URL consultato il 6 marzo 2020.
138. ↑   Stagione 1994-95, su bolognafc.it. URL consultato il 6 marzo 2020.
139. ↑  C.F. Chiesa, p. 202.
140. ↑  C.F. Chiesa, p. 321.
141. ↑   Vicenza, quella storica Coppa Italia, in Corriere dello Sport. URL consultato il 6 marzo 2020.
142. ↑   Baggio, il sì al Bologna: "Ora mi gioco tutto", in la Repubblica, 19 luglio 1997. URL consultato il 6 marzo 2020.
143. ↑   Stefano Piri, Roberto Baggio, il codino tagliato e l’amore per il Bologna, in Il Resto del Carlino. URL consultato il 6 marzo 2020.
144. ↑   Enrico Currò e Benedetto Ferrara, Tra Baggio e l'Inter firma prima di partire, in la Repubblica, 28 maggio 1998,  p. 45.
145. ↑   Cinquini, la voce dall'esilio Visto il mio Bologna?, in la Repubblica. URL consultato il 6 marzo 2020.
146. ↑   Giacomo Bulgarelli, Bologna e Mazzone, elogio della continuità, in La Gazzetta dello Sport, 24 luglio 1998.
147. ↑   Antonello Capone e Carlo Laudisa, Signori al Bologna di Mazzone: affare fatto, in La Gazzetta dello Sport, 2 luglio 1998.
148. ↑   Giovanni Egidio, Kolyvanov e Signori, per il Bologna è Uefa, in la Repubblica, 26 agosto 1998,  p. 42.
149. ↑   Inter e Bologna, no Intertoto, in la Repubblica, 21 maggio 1999,  p. 58.
150. ↑   Franco Cervellati, Signori, una doppietta che cancella Piacenza, in La Stampa, 3 marzo 1999,  p. 30.
151. ↑   Giovanni Egidio, Rigore fatale, poi la rissa, in la Repubblica, 21 aprile 1999,  p. 47.
152. ↑   Bologna beffato I rossoblu' in vantaggio con Paramatti, poi l'Olympique pareggia su rigore all'87', in Rai Sport. URL consultato il 1º giugno 2017 (archiviato dall'url originale il 4 marzo 2016).
153. ↑   Paolo Condò, Luca Calamai e Antonello Capone, Fiorentina all'ultimo respiro, in La Gazzetta dello Sport, 11 marzo 1999.
154. ↑   E' morto Sergio Buso, ex allenatore e portiere del Bologna, in Il Resto del Carlino. URL consultato il 4 marzo 2020.
155. ↑   Claudio Beneforti, Bologna, Guidolin: «Sto con Roberto, impossibile fare di più», in Corriere della Sera, 21 aprile 2018. URL consultato il 4 marzo 2020.
156. ↑   Ecco il calendario della Serie A, in la Repubblica. URL consultato il 3 maggio 2019.
157. ↑   Bulgarelli Giacomo, Cudicini Fabio, Capone Antonello, Pinato-Wome, una coppia al comando, in La Gazzetta dello Sport. URL consultato il 6 maggio 2019.
158. ↑  C.F. Chiesa, p. 216.
159. ↑   Alessandro Mossini, Bologna, morto Renato Cipollini. È stato presidente del club rossoblù con Gazzoni, in Corriere della Sera, 13 marzo 2019. URL consultato il 5 marzo 2020.
160. ↑   Baggio in campo, Il Brescia resta in A, in La Rapubblica, 5 maggio 2002.
161. ↑  (EN) Fulham 3-1 Bologna, su fulhamfc.com. URL consultato il 5 marzo 2020.
162. ↑   Matteo Dalla Vite, Parma-Bologna, il 2005 e l’ultimo spareggio. La sfida delle “ultime volte”, in La Gazzetta dello Sport, 21 dicembre 2018. URL consultato il 17 aprile 2019.
163. ↑   Le 19 partite di A sotto inchiesta, in La Gazzetta dello Sport.
164. ↑   "A pugno chiuso, con ironia" Le verità di Renzo Ulivieri, in la Repubblica. URL consultato il 5 marzo 2020.
165. ↑   Cazzola, da traditore a eroe I misteri del Bologna calcio, in Il Fatto Quotidiano, 2 marzo 2011. URL consultato il 5 marzo 2020.
166. 1 2  C.F. Chiesa, p. 225.
167. ↑   Con Cecconi il Bologna riuscirà a tornare in A?, in la Repubblica. URL consultato il 5 marzo 2020 (archiviato dall'url originale il 25 aprile 2007).
168. ↑   Ecco la serie B 2006-2007, in La Gazzetta dello Sport. URL consultato il 1º maggio 2019.
169. ↑   Arrigoni è il nuovo allenatore del Bologna, in Il Sole 24 Ore. URL consultato il 5 marzo 2020.
170. ↑   Alessandro Ruta, Paradiso Bologna: è serie A, in La Gazzetta dello Sport, 1º giugno 2008. URL consultato il 1º maggio 2019.
171. 1 2   Bologna: nuovo patron Da Cazzola a Menarini, in La Gazzetta dello Sport. URL consultato il 5 marzo 2020.
172. ↑   Bologna, arriva Mihajlovic, in La Gazzetta dello Sport. URL consultato il 5 marzo 2020.
173. ↑   Bologna, ore decisive per il futuro di Mihajlovic, in Tuttosport (archiviato dall'url originale il 27 aprile 2009).
174. ↑   Papadopulo al Bologna, in Eurosport. URL consultato il 5 marzo 2020.
175. ↑   Di Vaio, sei uno da Scarpa d'oro, in Goal.
176. ↑   Gran Galà del Centenario, su bolognafc.it.
177. ↑   Bologna, i festeggiamenti per il centenario, in Corriere della Sera. URL consultato il 5 marzo 2020.
178. ↑   Bologna, maglia old style per festeggiare il centenario, in la Repubblica, 17 settembre 2009. URL consultato il 2 marzo 2020.
179. ↑   Bologna, via Papadopulo Al suo posto c'è Colomba, in La Gazzetta dello Sport. URL consultato il 5 marzo 2020.
180. ↑   Bologna-Catania: pareggio già scritto?, in la Repubblica, 6 maggio 2010.
181. ↑   Parla il nuovo presidente Sergio Porcedda: «In tre anni Bologna in pareggio», in Il Sole 24 Ore. URL consultato il 4 marzo 2020.
182. ↑   Franco Colomba esonerato, Porcedda: 'Non c'era sintonia', in Il Resto del Carlino. URL consultato il 4 marzo 2020.
183. ↑  C.F. Chiesa, p. 238.
184. ↑   Bologna, adesso è ufficiale: Malesani è il nuovo allenatore [collegamento interrotto], in Sky Sport. URL consultato il 4 marzo 2020.
185. ↑  C.F. Chiesa, p. 239.
186. ↑   "Abbiamo messo in mora il Bologna" L'annuncio di Di Vaio e dei senatori, in la Repubblica.
187. ↑   Zanetti nuovo presidente: eccomi, non sono un ricco scemo, in Corriere della Sera. URL consultato il 4 marzo 2020.
188. ↑   Colloquio tra Baraldi e la squadra, su bolognafc.it.
189. ↑   Bologna, si dimette Zanetti. Pavignani nuovo presidente [collegamento interrotto], in Sky Sport.
190. ↑   Nuovo cambio nel Bologna Guaraldi è il nuovo presidente, in la Repubblica.
191. ↑  C.F. Chiesa, pp. 238-240.
192. ↑   Bisoli nuovo allenatore del Bologna, in La Stampa, 26 maggio 2011. URL consultato il 4 marzo 2020.
193. ↑  C.F. Chiesa, p. 241.
194. ↑  C.F. Chiesa, pp. 241-242.
195. ↑   Pioli resta a Bologna: Rinnovo fino al 2014, in la Repubblica, 18 maggio 2012. URL consultato il 4 marzo 2020.
196. ↑  C.F. Chiesa, p. 242.
197. ↑   Di Vaio, il passo d'addio del capitano: "Non posso più essere un peso", in Il Resto del Carlino. URL consultato il 4 marzo 2020.
198. ↑   Stefano Biondi, Bologna in B: è la quarta volta che il club abbandona il calcio che conta, in il Resto del Carlino, 12 maggio 2014. URL consultato il 4 aprile 2020.
199. ↑   I nuovi proprietari americani del Bologna, in Il Post.
200. ↑   Bologna, Marco Di Vaio diventa Club manager, in la Repubblica, 21 gennaio 2015. URL consultato il 4 marzo 2020.
201. ↑   Bologna, Diego Lopez nuovo allenatore, in Il Sole 24 Ore. URL consultato il 4 marzo 2020.
202. ↑   Il Bologna ha esonerato Lopez, in panchina arriva Delio Rossi, in il Resto del Carlino. URL consultato il 4 marzo 2020.
203. ↑   Luca Aquino, Serie B, Bologna-Pescara 1-1: dopo un anno, i rossoblù tornano in A, in La Gazzetta dello Sport, 9 giugno 2015. URL consultato il 4 marzo 2020.
204. ↑   Bologna Fc, finisce l’era del presidente Joe Tacopina. Addio da tre milioni di euro, in il Fatto Quotidiano.
205. ↑   La conferenza stampa del Presidente Joe Tacopina, 13 febbraio 2020. URL consultato il 4 marzo 2020.
206. ↑   Calcio, Bologna; Ufficiale: Donadoni nuovo allenatore, in la Repubblica. URL consultato il 4 marzo 2020.
207. ↑   Bologna, brindisi salvezza. Le foto dello 0-0 di Empoli, in Il Resto del Carlino. URL consultato il 4 marzo 2020.
208. ↑   Bologna-Napoli 3-2: Higuain si sveglia tardi, Destro stende gli azzurri, in la Repubblica, 6 dicembre 2015. URL consultato il 4 marzo 2020.
209. ↑   Bologna-Juventus 0-0: i rossoblù fermano la corsa bianconera, in la Repubblica, 19 febbraio 2016. URL consultato il 4 marzo 2020.
210. ↑   Milan-Bologna 0-1, Giaccherini mette nei guai Mihajlovic, in La Gazzetta dello Sport. URL consultato il 4 marzo 2020.
211. ↑   Bologna-Napoli 1-7, in Eurosport. URL consultato il 4 marzo 2020.
212. ↑   Bologna-Udinese 4-0: doppietta di Destro, in gol anche Taider, in La Gazzetta dello Sport. URL consultato il 4 marzo 2020.
213. ↑   Bologna, ufficiale: Inzaghi nuovo allenatore, in Sky Sport. URL consultato il 1º gennaio 2019.
214. ↑   Marco Vigarani, Bologna a zero, altro pari senza gol, in Corriere di Bologna, 22 dicembre 2018. URL consultato il 29 gennaio 2019.
215. ↑   Bologna, Mihajlovic ufficiale: è il nuovo allenatore, in Sky Sport. URL consultato il 19 marzo 2020.
216. ↑   Giacomo Guizzardi, Mihajlovic al Bologna, ecco chi è il nuovo allenatore rossoblù, in Il Resto del Carlino. URL consultato il 19 marzo 2020.
217. ↑   Il Bologna termina il campionato al 10º posto, su bolognafc.it, 26 maggio 2019. URL consultato il 10 giugno 2019.
218. ↑   Torneo di Viareggio, il Bologna vince dopo 52 anni: Genoa battuto ai rigori, in la Repubblica, 27 marzo 2019. URL consultato il 2 aprile 2019.
219. ↑   Mihajlovic, la conferenza dell'allenatore del Bologna: "Ho la leucemia, vincerò la sfida", in Sky Sport, 13 luglio 2019. URL consultato il 27 luglio 2019.
220. ↑   Emergenza Coronavirus: confermato lo stop alle attività fino al 3 aprile, su figc.it, 9 marzo 2020.
221. ↑   Giacomo Guizzardi, Bologna-Juventus 0-2, decidono Cristiano Ronaldo e Dybala, in Il Resto del Carlino, 22 giugno 2020. URL consultato il 27 novembre 2020.
222. ↑  Baccolini, pp. 212-213.
223. ↑   Fabrizio Rinelli, Bologna, record negativo per la squadra di Mihajlovic: subisce gol da 37 gare consecutive, in Fanpage.it, Ciaopeople, 18 ottobre 2020. URL consultato il 28 novembre 2020.
224. ↑   L'Italia chiude col botto: 9-1 show all'Armenia, in Sky Sport, 18 novembre 2019. URL consultato il 28 novembre 2020.
225. ↑   TGR Emilia Romagna, Storico! Il Bologna è in Champions League. Piazza Maggiore cuore della festa, su RaiNews, 12 maggio 2024. URL consultato il 4 marzo 2025.
226. ↑   Luca Bianchin, Estasi Bologna, Milan battuto: Ndoye-gol, trionfo in Coppa Italia 51 anni dopo!, in La Gazzetta dello Sport, 14 maggio 2025.